# Mers-les-Bains
Pour les articles homonymes, voir Mers.
 (avril 2025).
Si vous disposez d'ouvrages ou d'articles de référence ou si vous connaissez des sites web de qualité traitant du thème abordé ici, merci de compléter l'article en donnant les références utiles à sa vérifiabilité et en les liant à la section « Notes et références ».
Mers-les-Bains [mɛʁs le bɛ̃] est une commune française située dans le département de la Somme, en région Hauts-de-France. Le s se prononce à la fin de Mers (/mɛʁs/). Les locaux abrègent en prononçant simplement « Mers ».
Avec Eu et Le Tréport, elle est l'une des trois principales villes de l'unité urbaine d'Eu qui fait entièrement partie de l'intercommunalité dénommée communauté de communes des Villes Sœurs.
Depuis le 29 juillet 2020, la commune fait partie du parc naturel régional Baie de Somme - Picardie maritime. Elle est aussi l'une des portes d'entrée du "Grand site de France Baie de Somme".
En 2024, Mers-les-Bains est arrivé 2e dans l'élection du Village préféré des français, derrière Collioure.
En 2025, Mers-les-Bains rejoint le "Réseau des Villes Belle Époque" aux côtés de Cabourg, Houlgate, Bagnoles de L'Orne, Saint-Raphaël et Spa en Belgique. Une adhésion qui confirme l'attrait de la station pour son passé "Belle Epoque", à l'origine, avec la mode des Bains de mer, de l'édification de son quartier balnéaire de villas classées.

## Géographie

### Localisation
Mers-les-Bains est un bourg picard du Vimeu  aux confins de la Somme et de la Seine-Maritime.
Administrativement, c'est aujourd'hui une commune des Hauts-de-France. Pour ce qui est du Vimeu, la majorité des Mersois ne considèrent pas en faire partie, et estiment que celui-ci commence sur le plateau et non en vallée.
Limitrophe d'Eu et le Tréport,  la commune est située à 27 km au nord-est de Dieppe, 32 km à l'ouest d'Abbeville et à 68 km au nord-ouest d'Amiens à vol d'oiseau.
Le territoire de la commune est limitrophe de ceux de trois communes.
Les communes limitrophes sont Eu, Le Tréport et Saint-Quentin-la-Motte-Croix-au-Bailly.

### Géologie et relief
Mers-les-Bains est une station balnéaire et de tourisme de la Somme, située sur le littoral de la Manche, au nord de l'embouchure de la Bresle,

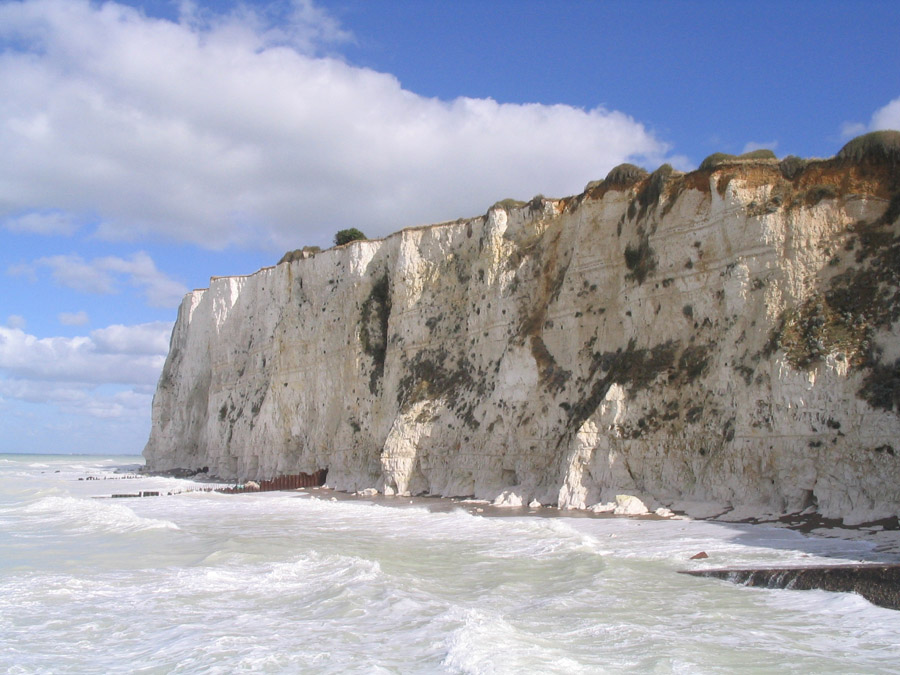
Vue des Falaises de craie de Mers-les-Bains.

Cette station balnéaire, également labellisée depuis 2011 Station verte de vacances, possède une plage de galets (et de sable à marée basse) d'environ un kilomètre de long ainsi que de hautes falaises de craie (+- 95 m). Du haut de ces dernières, près de la statue de Notre-Dame, se dégage un vaste panorama (accessible à pied en passant devant l'église ou en voiture par le plateau en suivant la direction du lieu-dit Blengues) d'où il est possible de voir la mer, la ville voisine du Tréport, son port de plaisance et de commerce, la ville d'Eu avec notamment son château et sa collégiale, puis au nord d'apercevoir Ault et le hâble éponyme, en direction de la baie de Somme. Par temps clair, la côte picarde se dévoile à l'horizon jusqu'au Marquenterre.
Tout près de Mers et sur son territoire se trouvent la valleuse de Boulval puis le bois de Rompval, bois maritime propriété du Conservatoire du littoral et non ouvert au public. En continuant, on atteint sans mal le bois de Cise, bois résidentiel de la commune voisine de Ault, qui donne sur la mer.

### Hydrographie

#### Réseau hydrographique
La commune est située dans le bassin Seine-Normandie. Elle est drainée par la Bresle,.
La Bresle est un fleuve côtier d'une longueur de 68 km, qui prend sa source dans la commune de Abancourt, à 180 mètres d'altitude, et se jette  dans la Manche au Tréport, après avoir traversé 30 communes.

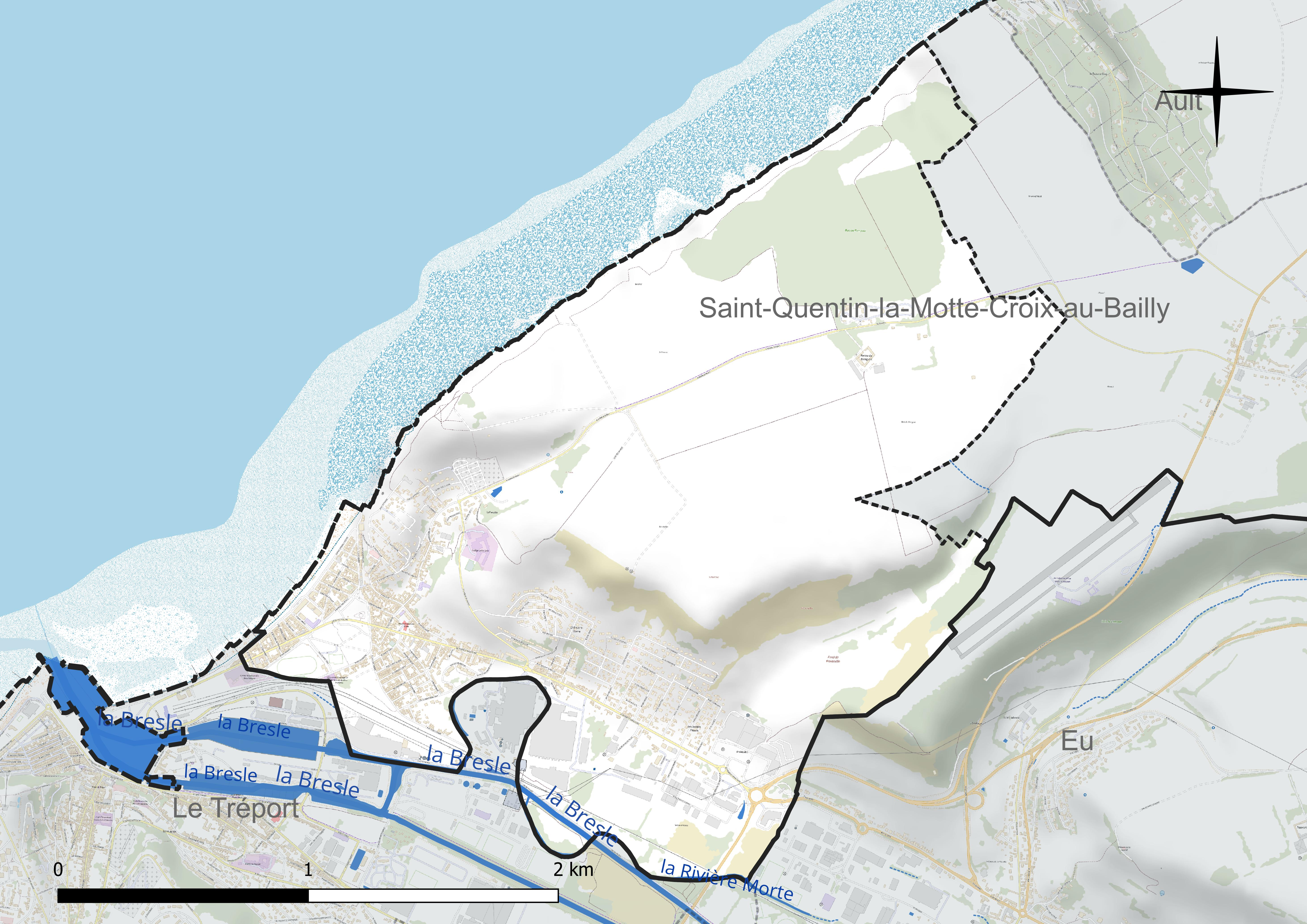
Réseau hydrographique de Mers-les-Bains.

#### Gestion et qualité des eaux
Le territoire communal est couvert par le schéma d'aménagement et de gestion des eaux (SAGE) « Vallée de la Bresle ». Ce document de planification concerne un territoire de 748 km2 de superficie, délimité par le bassin versant de la Bresle. Le périmètre a été arrêté le 7 avril 2003 et le SAGE proprement dit a été approuvé le 18 août 2016. La structure porteuse de l'élaboration et de la mise en œuvre est le syndicat mixte d'aménagement, de gestion et de valorisation du bassin de la Bresle.
La qualité des cours d'eau peut être consultée sur un site dédié géré par les agences de l'eau et l'Agence française pour la biodiversité.

### Climat
Pour des articles plus généraux, voir Climat des Hauts-de-France et Climat de la Somme.
En 2010, le climat de la commune est de type climat océanique franc, selon une étude du CNRS s'appuyant sur une série de données couvrant la période 1971-2000. En 2020, Météo-France publie une typologie des climats de la France métropolitaine dans laquelle la commune est exposée à un climat océanique et est dans la région climatique Côtes de la Manche orientale, caractérisée par un faible ensoleillement (1 550 h/an) ; forte humidité de l'air (plus de 20 h/jour avec humidité relative > 80 % en hiver), vents forts fréquents.
Pour la période 1971-2000, la température annuelle moyenne est de 10,8 °C, avec une amplitude thermique annuelle de 12,5 °C. Le cumul annuel moyen de précipitations est de 764 mm, avec 12,5 jours de précipitations en janvier et 8,4 jours en juillet. Pour la période 1991-2020, la température moyenne annuelle observée sur la station météorologique la plus proche, située sur la commune de Cayeux-sur-Mer à 15 km à vol d'oiseau, est de 11,4 °C et le cumul annuel moyen de précipitations est de 761,1 mm,. Pour l'avenir, les paramètres climatiques de la commune estimés pour 2050 selon différents scénarios d'émission de gaz à effet de serre sont consultables sur un site dédié publié par Météo-France en novembre 2022.

### Milieux naturels et biodiversité

#### Natura 2000
Estuaires et littoral picards (baies de Somme et d'Authie).

#### ZNIEFF de type 1
Falaises maritimes et estran entre Ault et Mers-les-Bains, bois de Rompval. Ces falaises de craie sont le prolongement de la côte d'Albâtre et s'étendent sur 6 kilomètres avant de disparaître à l'intérieur des terres.
Cours de la Bresle et prairies associées.
Les vallées de la Bresle, du Liger et de la Vimeuse.
La plaine maritime picarde.

#### Autres protections
L'ensemble des crêtes et valleuses des falaises mersoises, entre Mers et le bois de Cise et incluant le site du Bois de Rompval (Conservatoire du littoral), est classé en zone protégée ZNIEFF[réf. nécessaire].

## Urbanisme

### Typologie
Au 1er janvier 2024, Mers-les-Bains est catégorisée petite ville, selon la nouvelle grille communale de densité à sept niveaux définie par l'Insee en 2022.
Elle appartient à l'unité urbaine d'Eu, une agglomération inter-régionale regroupant six  communes, dont elle est une commune de la banlieue,,. Par ailleurs la commune fait partie de l'aire d'attraction d'Eu, dont elle est une commune du pôle principal,. Cette aire, qui regroupe 26 communes, est catégorisée dans les aires de moins de 50 000 habitants,.
La commune, bordée par la Manche, est également une commune littorale au sens de la loi du 3 janvier 1986, dite loi littoral. Des dispositions spécifiques d'urbanisme s'y appliquent dès lors afin de préserver les espaces naturels, les sites, les paysages et l'équilibre écologique du littoral, tel le principe d'inconstructibilité, en dehors des espaces urbanisés, sur la bande littorale des 100 mètres, ou plus si le plan local d'urbanisme le prévoit.

### Occupation des sols
L'occupation des sols de la commune, telle qu'elle ressort de la base de données européenne d'occupation biophysique des sols Corine Land Cover (CLC), est marquée par l'importance des territoires agricoles (60,6 % en 2018), une proportion sensiblement équivalente à celle de 1990 (60,8 %). La répartition détaillée en 2018 est la suivante :
terres arables (41,5 %), zones urbanisées (18,9 %), zones agricoles hétérogènes (11 %), forêts (9,4 %), prairies (8,2 %), zones industrielles ou commerciales et réseaux de communication (6,6 %), espaces verts artificialisés, non agricoles (4,4 %), zones humides côtières (0,1 %). L'évolution de l'occupation des sols de la commune et de ses infrastructures peut être observée sur les différentes représentations cartographiques du territoire : la carte de Cassini (XVIIIe siècle), la carte d'état-major (1820-1866) et les cartes ou photos aériennes de l'IGN pour la période actuelle (1950 à aujourd'hui).

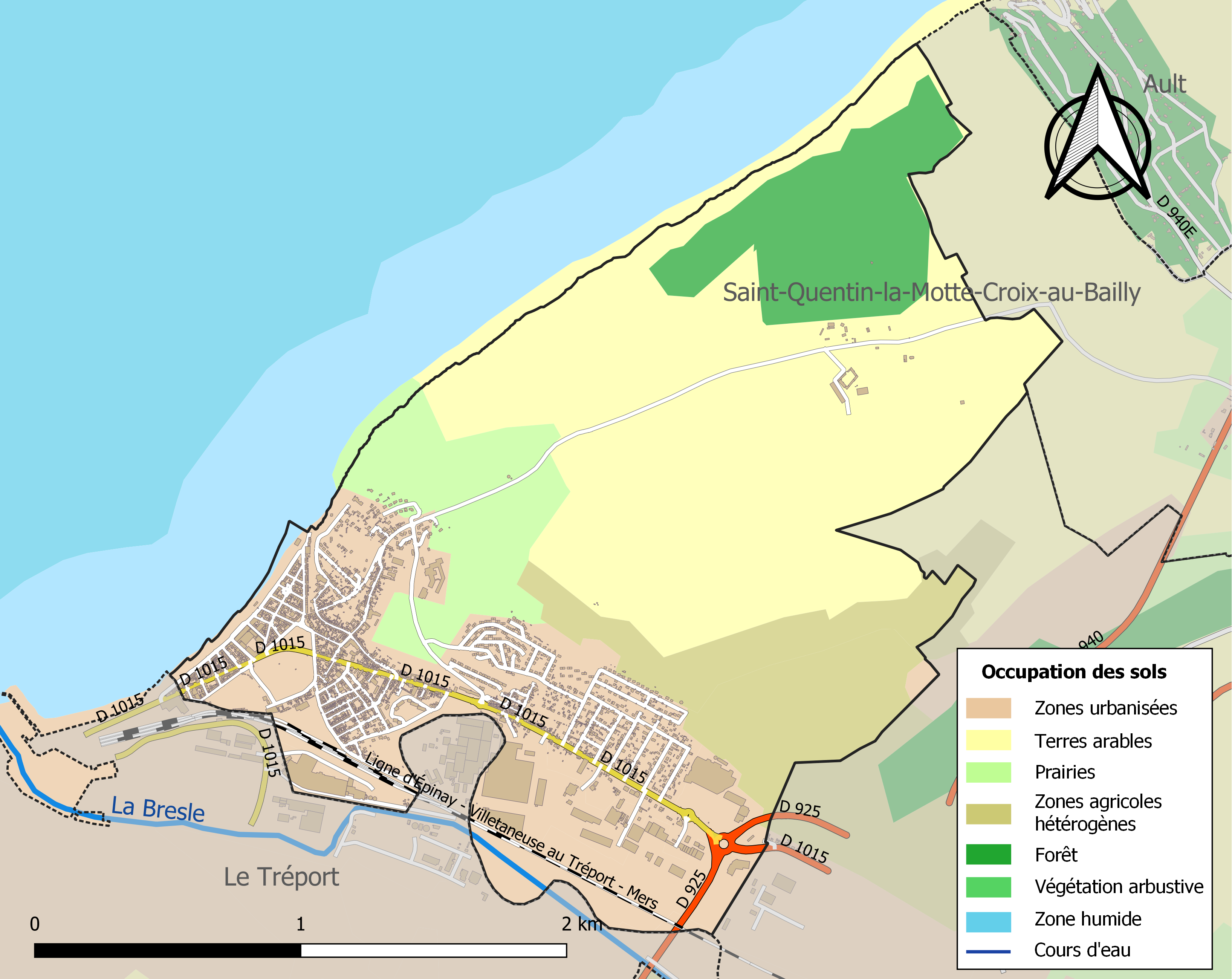
Carte des infrastructures et de l'occupation des sols de la commune en 2018 (CLC).

### Habitat et logement
En 2019, le nombre total de logements dans la commune était de 3 069, alors qu'il était de 2 882 en 2014 et de 3 057 en 2009.
Parmi ces logements, 47,7 % étaient des résidences principales, 48,3 % des résidences secondaires et 4 % des logements vacants. Ces logements étaient pour 48,7 % d'entre eux des maisons individuelles et pour 51,2 % des appartements.
Le tableau ci-dessous présente la typologie des logements à Mers-les-Bains en 2019 en comparaison avec celle de la Somme et de la France entière. Une caractéristique marquante du parc de logements est ainsi une proportion de résidences secondaires et logements occasionnels (48,3 %) très supérieure à celle du département (8,3 %) et à celle de la France entière (9,7 %). Concernant le statut d'occupation de ces logements, 57,7 % des habitants de la commune sont propriétaires de leur logement (59,4 % en 2014), contre 60,2 % pour la Somme et 57,5 pour la France entière.
| Typologie                                               | Mers-les-Bains | Somme | France entière |
| ------------------------------------------------------- | -------------- | ----- | -------------- |
| Résidences principales (en %)                           | 47,7           | 83,2  | 82,1           |
| Résidences secondaires et logements occasionnels (en %) | 48,3           | 8,3   | 9,7            |
| Logements vacants (en %)                                | 4              | 8,5   | 8,2            |

### Voies de communication et transports
La Gare du Tréport - Mers, située au Tréport mais proche de Mers, est desservie par des trains TER Hauts-de-France, effectuant la liaison Le Tréport - Mers – Abancourt – Beauvais. En 2019, la localité est desservie par les lignes d'autocars no 1 et no 2 (Mers-les-Bains - Oisemont - Amiens et Mers-les-Bains - Friville - Abbeville) du réseau Trans'80, Hauts-de-France, chaque jour de la semaine sauf le dimanche et les jours fériés.
Les villes de Mers-les-Bains, Eu et Le Tréport luttent depuis plusieurs années pour la réouverture de la ligne Le Tréport - Mers > Abbeville.

### Risques naturels et technologiques
La commune présente un risque de submersion marine.
Mers-les-Bains, station balnéaire des Hauts-de-France (Ex côte picarde ou Picardie maritime), subit les assauts répétés de la mer, surtout l'hiver et lors des plus fortes tempêtes. De tous temps, Mers a subi des dégâts importants avec des toitures arrachées, des submersions régulières de son centre-ville, notamment du quartier dit « du dépôt SNCF »
En 1977, il a même fallu recourir à l'intervention de l'armée afin de tenter de contenir la mer par la mise en place de murs composés de sacs de sable, (à Mers et aussi sur le territoire de Le Tréport tout proche). La même année, on déplorait le décès par noyade d'une dame âgée qui dormait au rez-de-chaussée de son domicile. En 1990, les dégâts sur la côte, et en particulier à Mers-les-Bains, sont tels que le président de la République François Mitterrand lui-même, accompagné des ministres Henri Nallet, Pierre Joxe et Brice Lalonde, se rend sur place en hélicoptère pour une visite du lieu. L'une des déclarations du président restera dans les esprits : "J'ai des ministres, adressez-vous à eux !". De fait, rien ne bougera avant au moins 2001.
Afin de remédier à tout cela, et par le biais du syndicat de défense contre la mer Mers-Le Tréport, Mers a initié un immense chantier de défense contre la mer, dont on parlait localement depuis toujours. Les deux premières tranches, à savoir la pose d'un immense talus amortisseur de roches afin de briser les éléments côté Le Tréport, et la réalisation ou réparation des épis de la plage constituant autant de casiers de galets protecteurs, ont coûté environ 13 M€.
En 2008, Mers a bénéficié de la troisième et dernière phase de ce chantier, celle qui prévoyait la protection de son pied de falaise, une première de toute son histoire. Contrairement à la ville du Tréport toute proche, les falaises de Mers sont partiellement toujours vives, c'est-à-dire que la mer frappe toujours leur pied, générant une érosion qui pouvait mettre en péril les habitations du sommet, distantes de quelques centaines de mètres. Ont été posés des enrochements venus du Boulonnais (Boulogne-sur-Mer) et amenés par des barges (clapage maritime). Des épis en palplanches recouverts de béton ont été mis en place afin de former des casiers de galets protecteurs.
De nouveaux apports de galets ont été réalisés dès la mi-janvier 2008 en pied de falaise, et se sont poursuivis jusqu'au printemps côté plage après la remise en état de certains épis détériorés par l'érosion marine et le frottement des galets contre le béton. L'objectif est bien sûr de retarder le plus possible l'érosion de la falaise (il y a des accès et des habitations sur celle-ci et à moins de 100 mètres du bord) ; mais aussi de pallier tout risque de submersion des premières rues et maisons mersoises proches du pied de falaise. Le stock est depuis régulièrement maintenu à niveau et nivelé chaque année pour conserver au dispositif toute son efficacité contre les franchissements d'eau de mer.
Les dégâts et la première phase des travaux

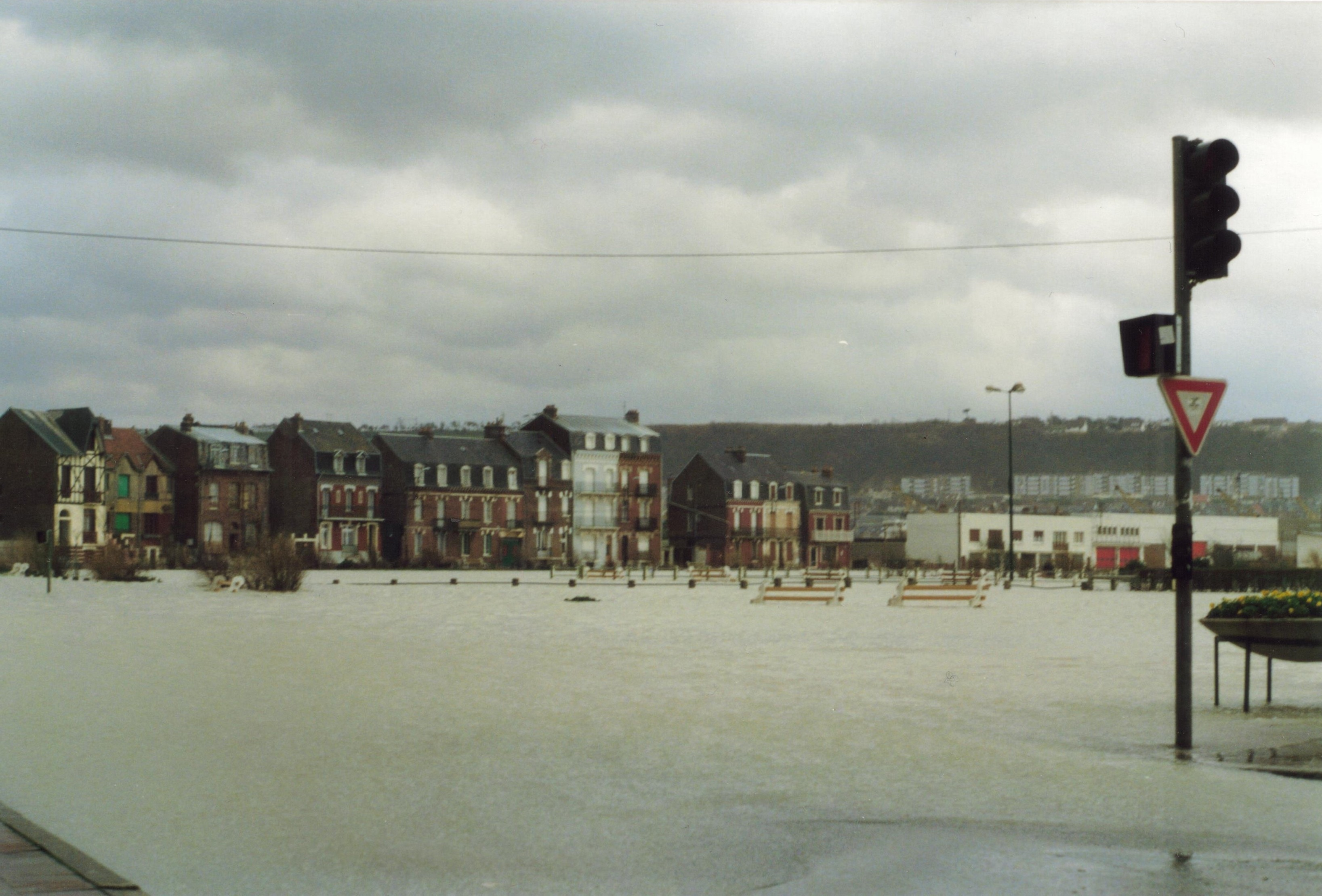
Submersion en janvier 1988 : la place de Mers-les-Bains.
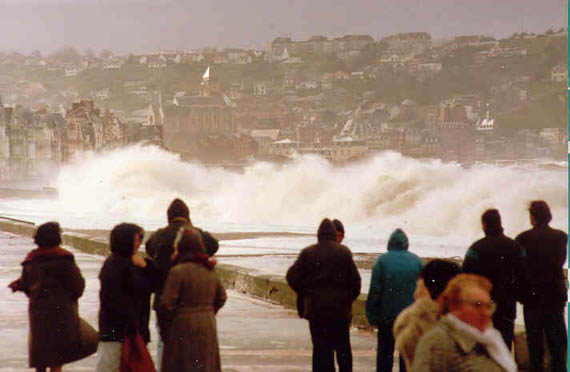
Coup de vent en 1990 : bien en retrait, les Mersois assistent au spectacle de la mer déchaînée.
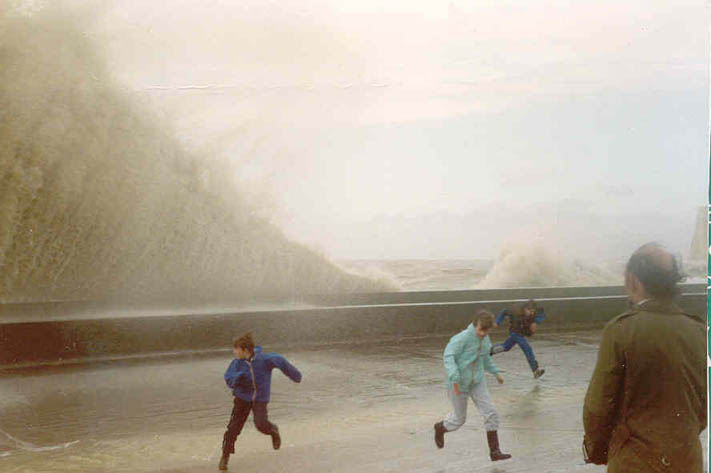
De nouveau en 1990 face à la gare SNCF du Tréport, quand il est encore possible de rester si près de la mer.
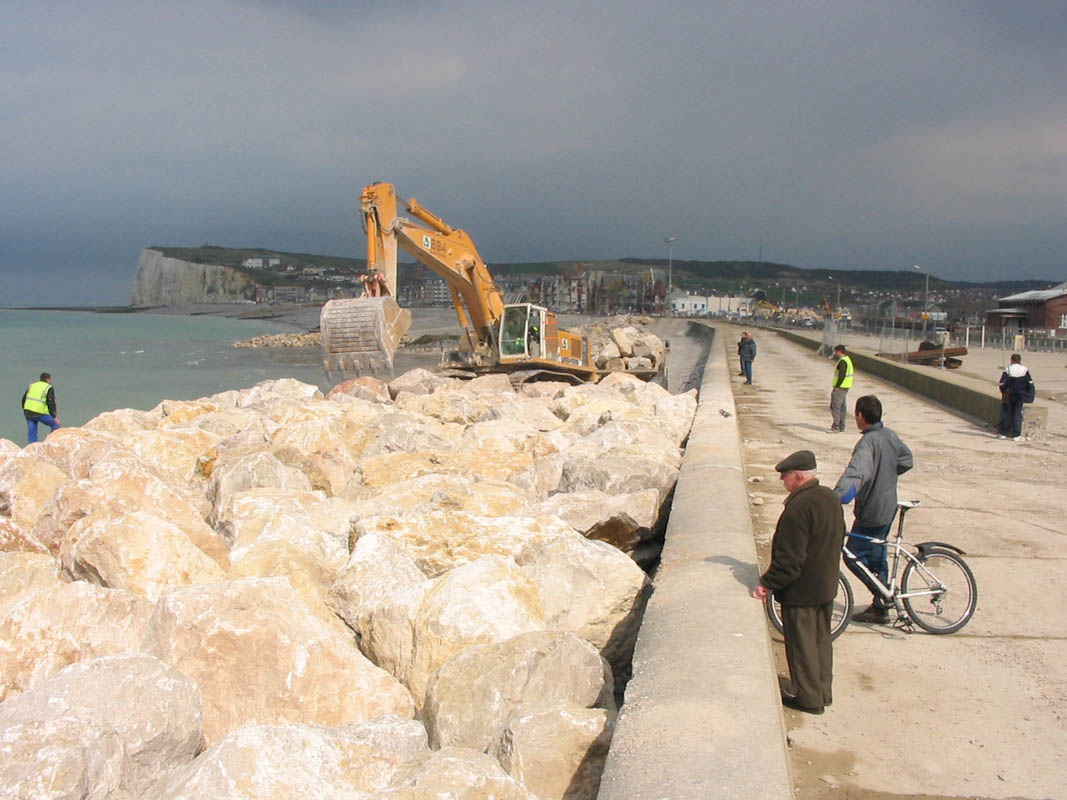
L'immense talus amortisseur de roches mis en place en 2004 du côté du Tréport afin de ne pas submerger Mers est censé enrayer 80 % des franchissements d'eau de mer.
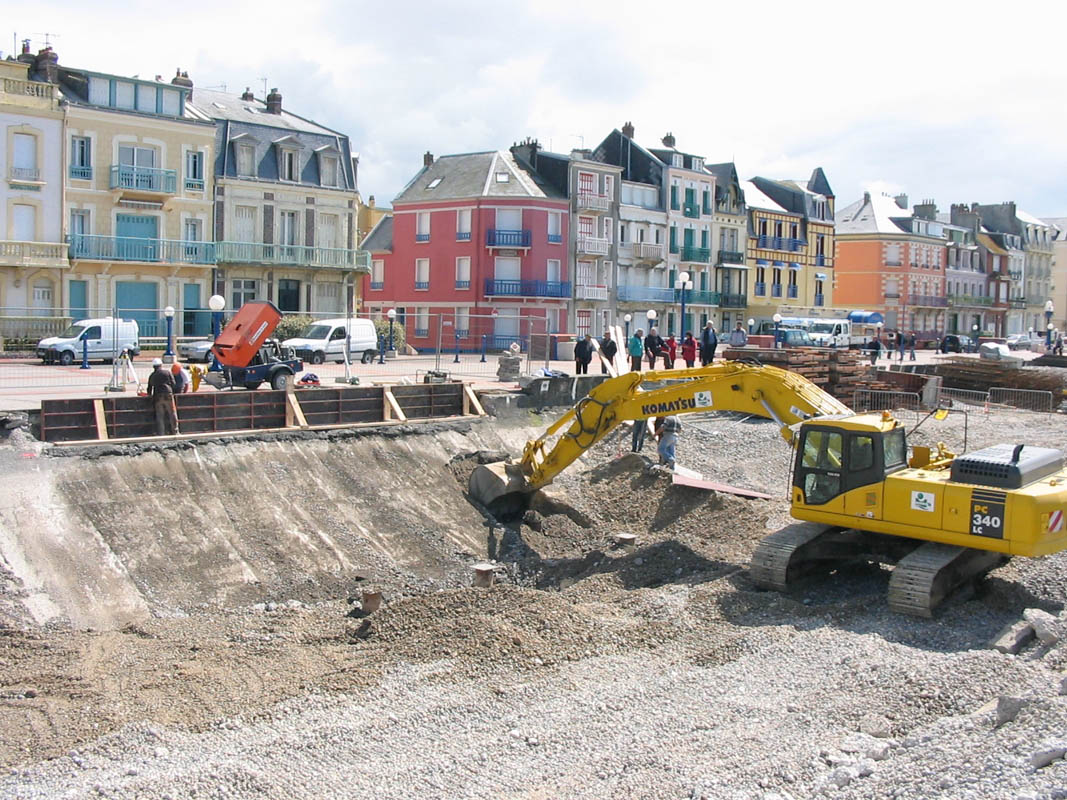
L'ensemble du perré protégeant Mers offre plus d'un km de nouveaux ouvrages avec épis.
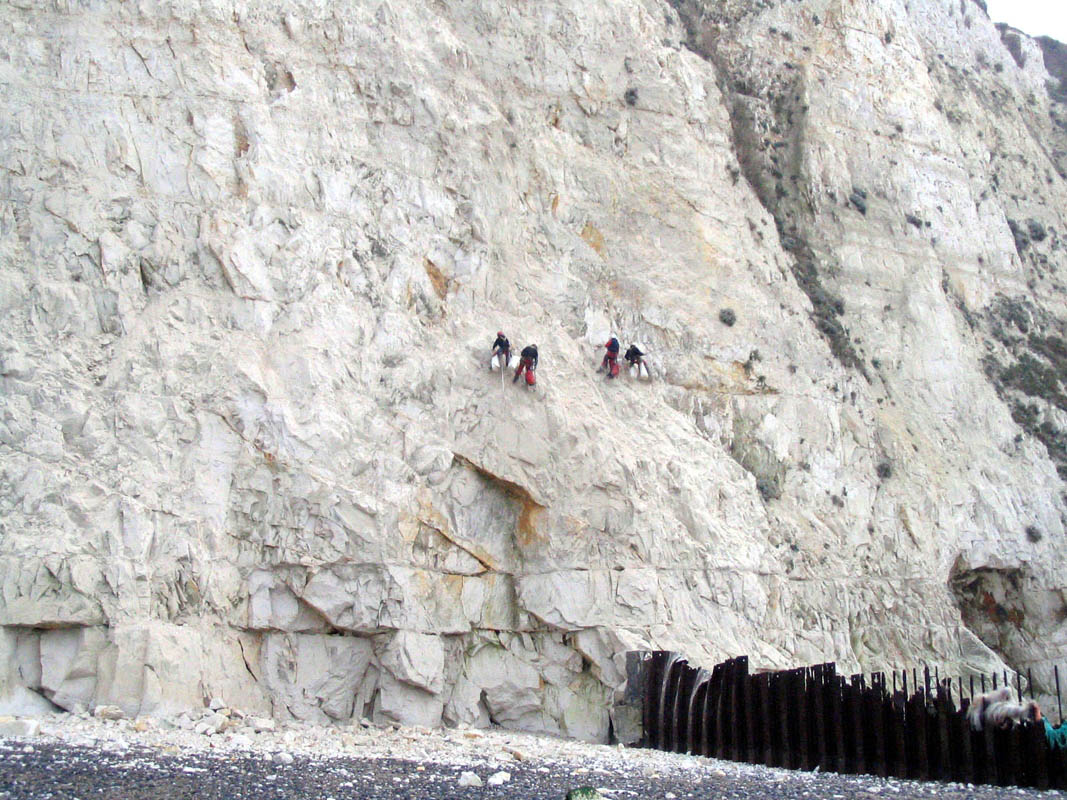
En novembre 2006, des alpinistes spécialistes des sites sensibles sécurisent la falaise avant le début des derniers travaux. Des blocs instables sont retirés, des grillages posés.
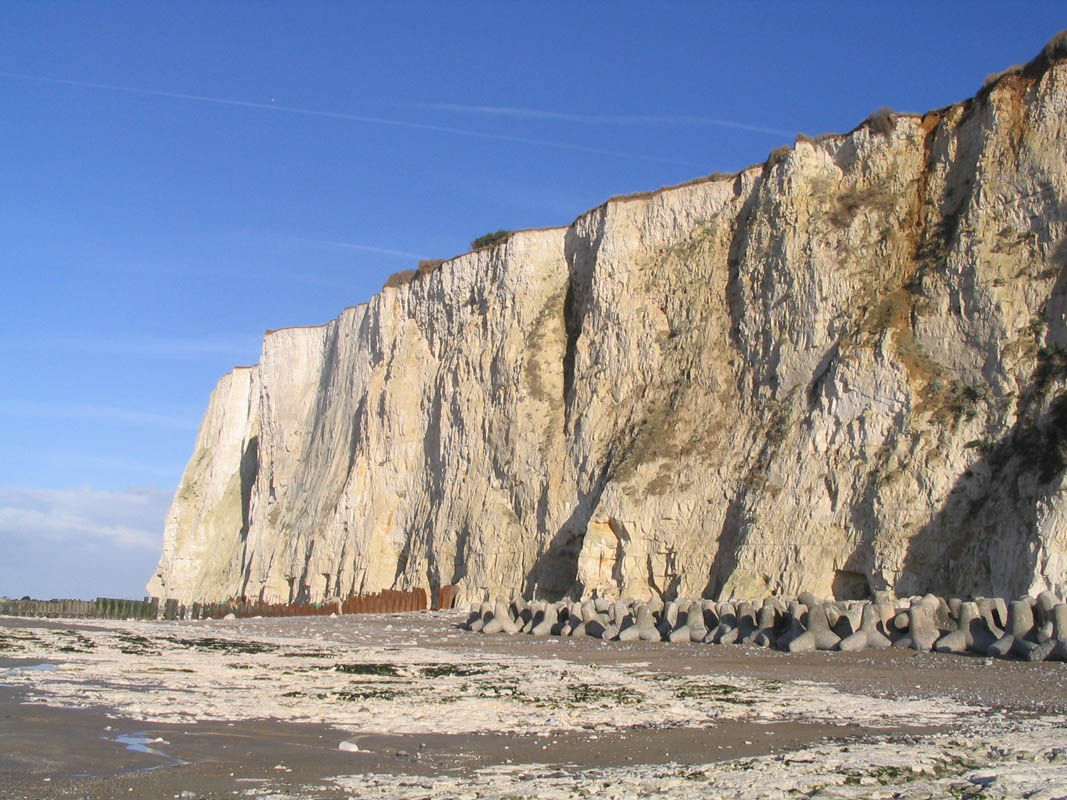
Les derniers travaux consistent à protéger le pied de falaise. Des tétrapodes préexistants vont être recouverts de roches, des épis seront créés.

La seconde phase : l'arrivée des roches pour la protection en décembre 2006.

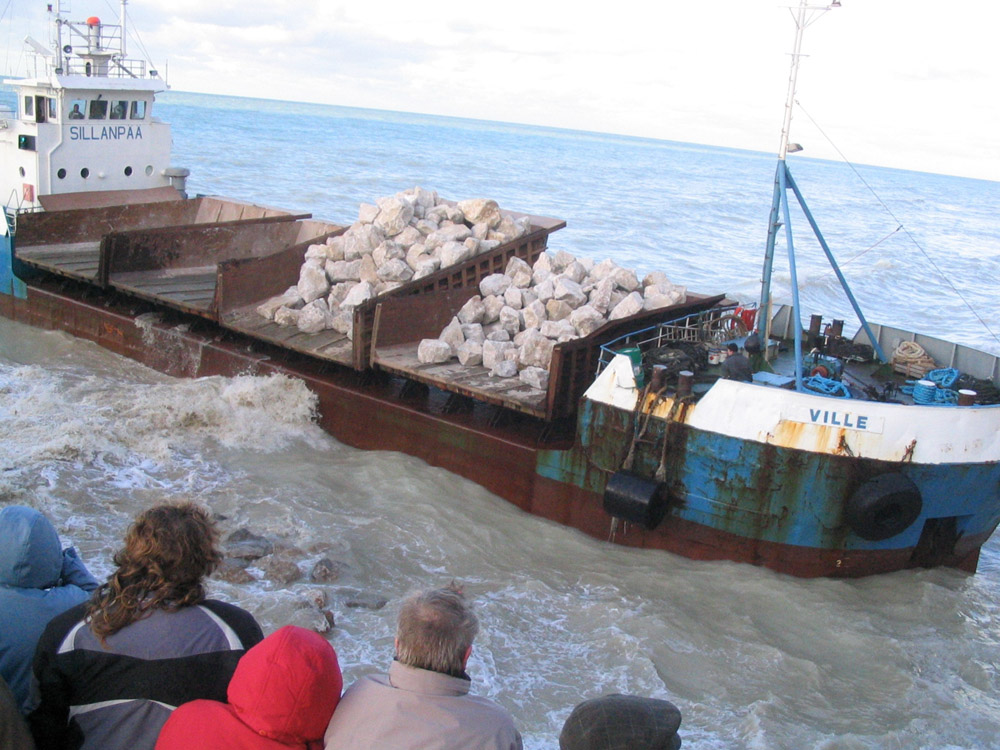
Le samedi 9 décembre 2006, la toute première barge chargée de roches s'approche du pied de falaise. Les habitants n'avaient jamais vu un tel bateau à cet endroit de la plage et ils sont des centaines à assister aux opérations.
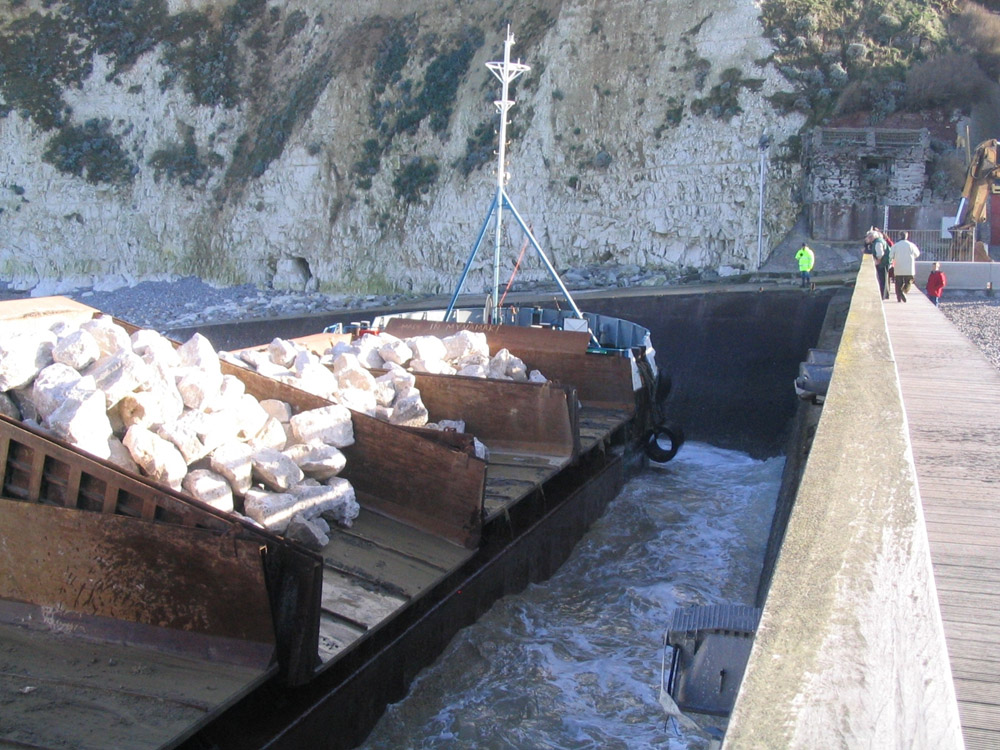
Les deux barges sont ravitaillées au large par un cargo finlandais. Spécialisées dans le clapage maritime, elles sont dotées d'immenses bennes sur vérins hydrauliques.
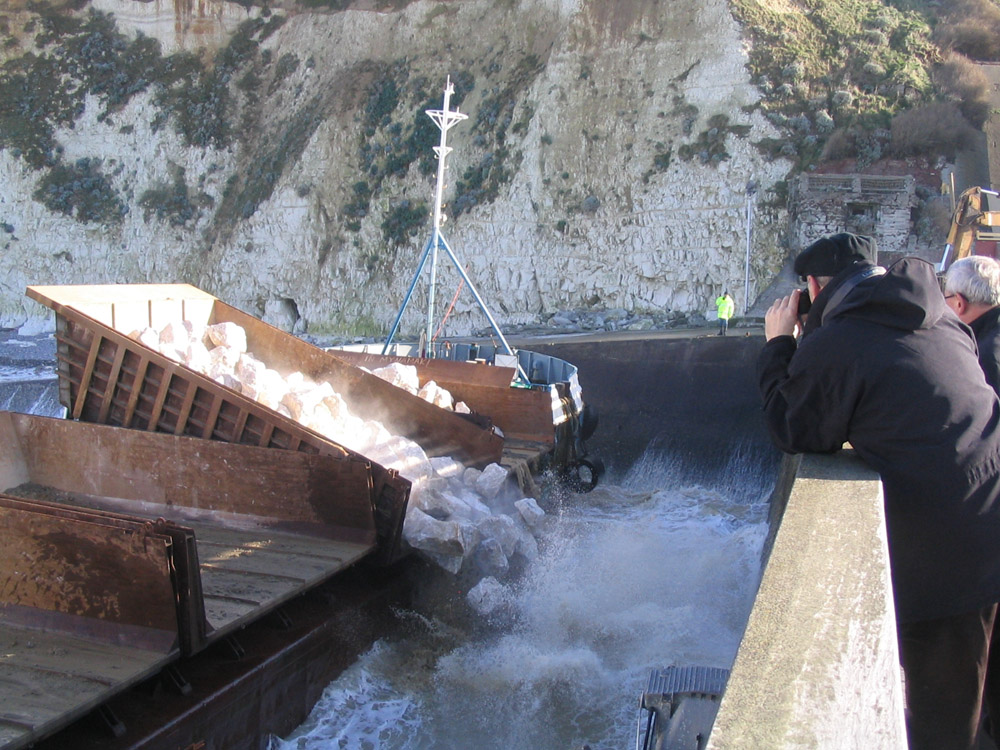
Inclinées, les bennes laissent tomber les roches qui s'amoncellent, elles formeront bientôt un nouveau talus amortisseur de houle placé contre l'épi qui supporte l'estacade.
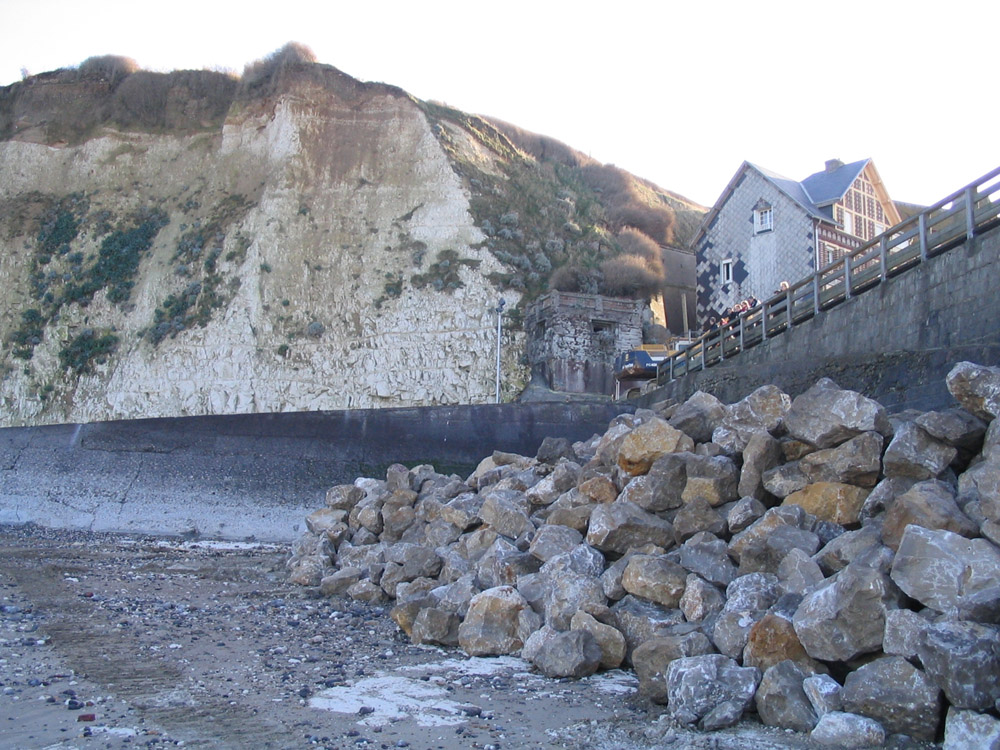
Une vue des premières couches de roches à marée basse.

## Toponymie
Le nom de la localité est attesté sous les formes Maris au IXe siècle ; Maire en 1144 ; Mercht et Merc au XIIe siècle ; Merck vers 1209  ; Mers en 1340 ; Mamers en 1648 ; Mer en 1690 ; Mars en 1764.

## Histoire

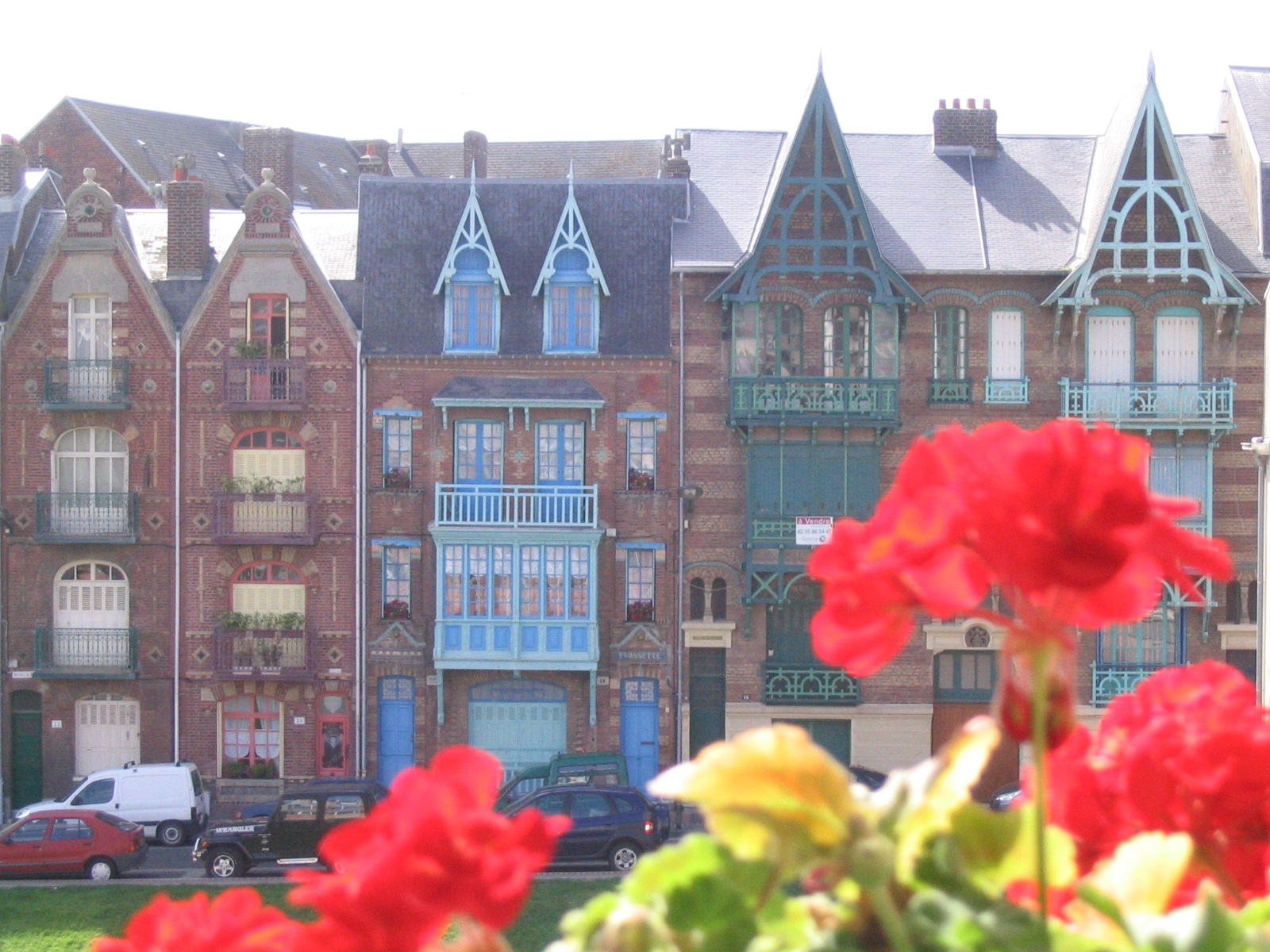
L'architecture caractéristique des « villas balnéaires » mersoises.

### Préhistoire
La présence humaine au paléolithique et au néolithique a été confirmée par des trouvailles de silex taillés de période abbevillienne, pré-acheuléenne puis acheuléenne. Dans les années 1980 une hache polie du Néolithique y a été trouvée, ainsi qu'un biface Acheuléen assez massif.

### Antiquité
Un temple érigé sur la falaise en l'honneur du dieu Mars aurait témoigné de la présence romaine. C'est cette présence qui aurait donné son nom à la commune.

### Moyen Âge
Quelques familles seigneuriales, propriétaires de terres, sont relevées sur des lieux-dits connus : les Mython, seigneurs de Froideville, dont il demeure une superbe pierre taillée de leurs armoiries qui orne désormais la salle du conseil municipal de la mairie ; les Lucas, seigneurs de Romeval (aujourd'hui Rompval, soit une contraction de Val rompu : valleuse de craie sur la Manche) ; les Lattaignant, seigneurs de Blengues et les Torcy, seigneurs de Mers, sont mentionnées dans les archives.
Le blason actuel de la ville de Mers-les-Bains a été dessiné par M. Jack Lebeuf à la demande du conseil municipal en 1962. Il reprend, pour son quart inférieur gauche, les armoiries des MYTHON relevées sur la pierre ; et s'inspire de celles des autres familles seigneuriales Mersoises en lien à des lieux-dits connus de la commune, les LATTAIGNANT seigneurs de Blengues (Blingues) et bien sûr les TORCY seigneurs de Mers. Seules les armes des LUCAS seigneurs de Romeval (Rompval) n'ont pu être reprises faute de place.
Il existe aussi une "légende de Froideville", écrite par Paul Sonniès dans un livret hélas introuvable, "Les Serments du Baron de Froideville".

### Époque contemporaine
Jadis petit village de pêcheurs, mais surtout d'agriculteurs, de quelques âmes, la station balnéaire a connu un essor fulgurant dès 1860, avec l'explosion de la mode des bains de mer. Grâce à la ligne de chemin de fer Paris - Le Tréport (Compagnie des chemins de fer du Nord), ouverte en 1872, des familles entières de Parisiens aisés découvrent les bienfaits des bains de mer et de l'air iodé. Mers étant à trois heures de train de la capitale, des privilégiés fortunés s'offrent alors des week-ends et séjours rapides. Un établissement de bains et un casino, qui d'ailleurs n'en finissait pas de changer d'emplacement, ont suivi d'emblée cet engouement pour la plage picarde ; un attrait réel dont les élus locaux prennent vite conscience. Ceux-ci décident alors de lotir Mers, qui offre un potentiel immobilier immense avec des terrains à construire, peu larges mais permettant de s'élever considérablement. Séduits, les riches propriétaires font alors édifier la plupart des villas actuelles du front de mer, rues adjacentes et centre-ville.
Le tramway d'Eu-Le Tréport-Mers, qui relie les trois villes, est mis en service en 1902.

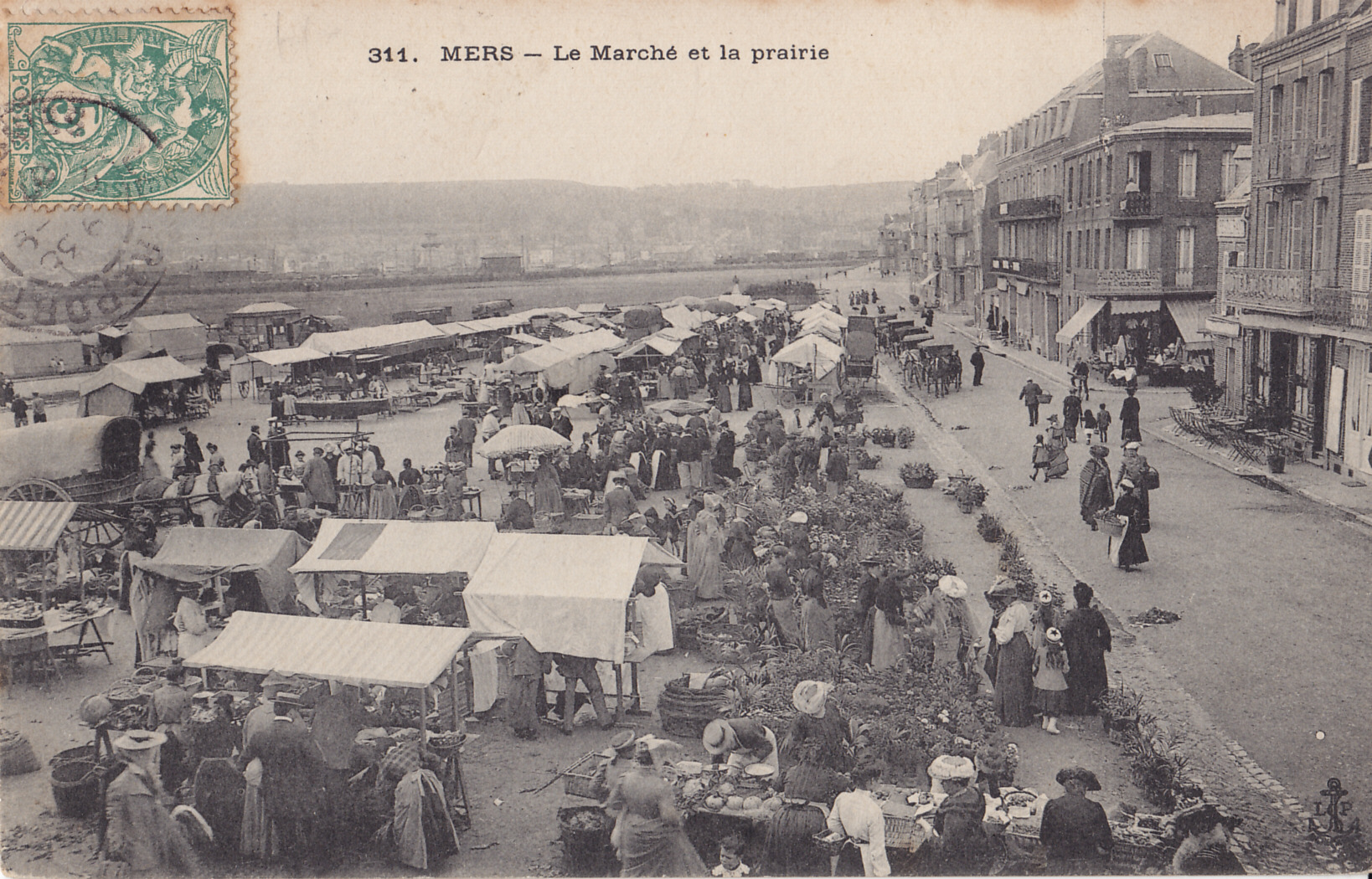
Le marché sur la prairie, au début du XXe siècle.
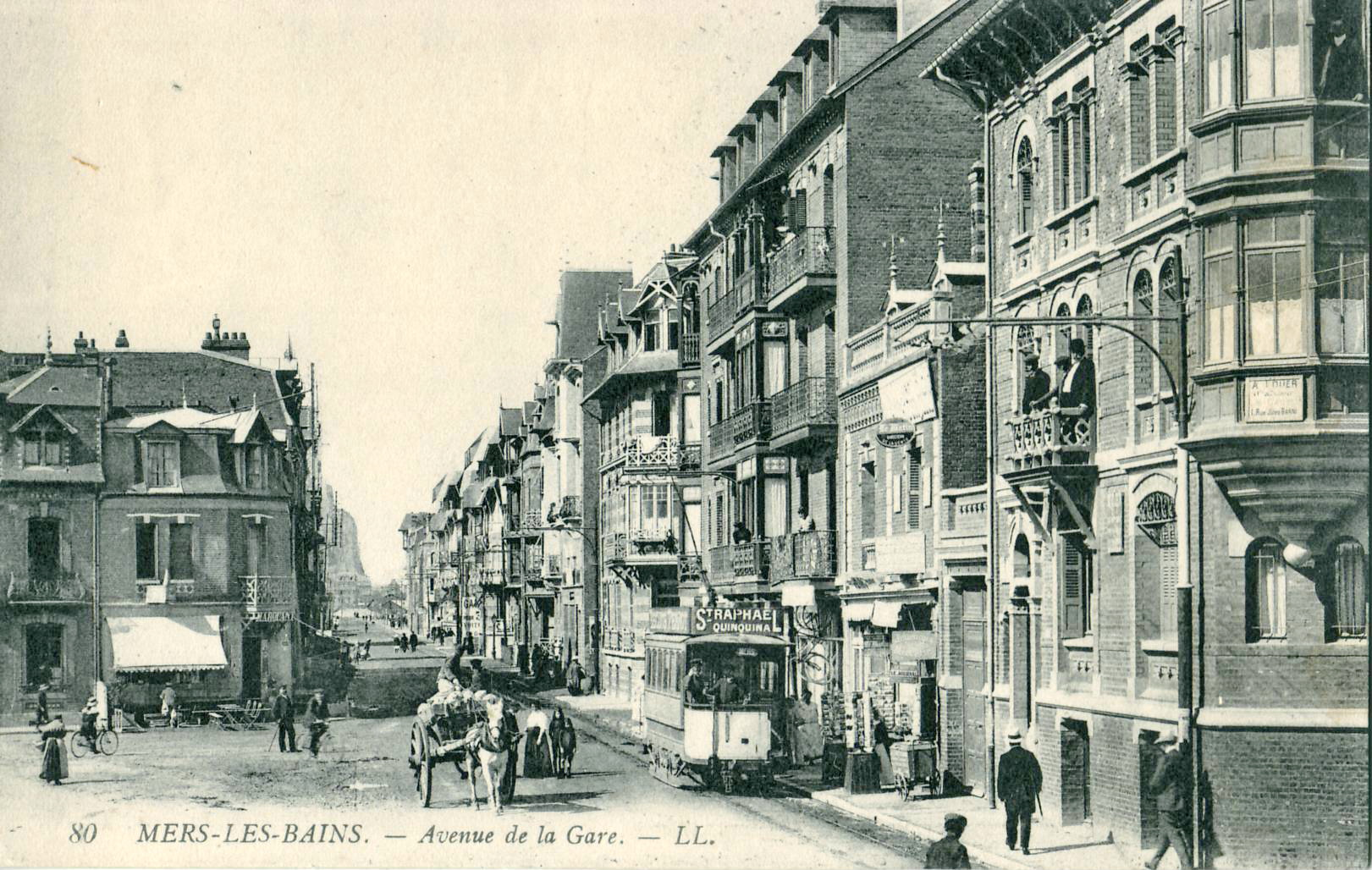
Mers au temps du tramway d'Eu-Le Tréport-Mers.
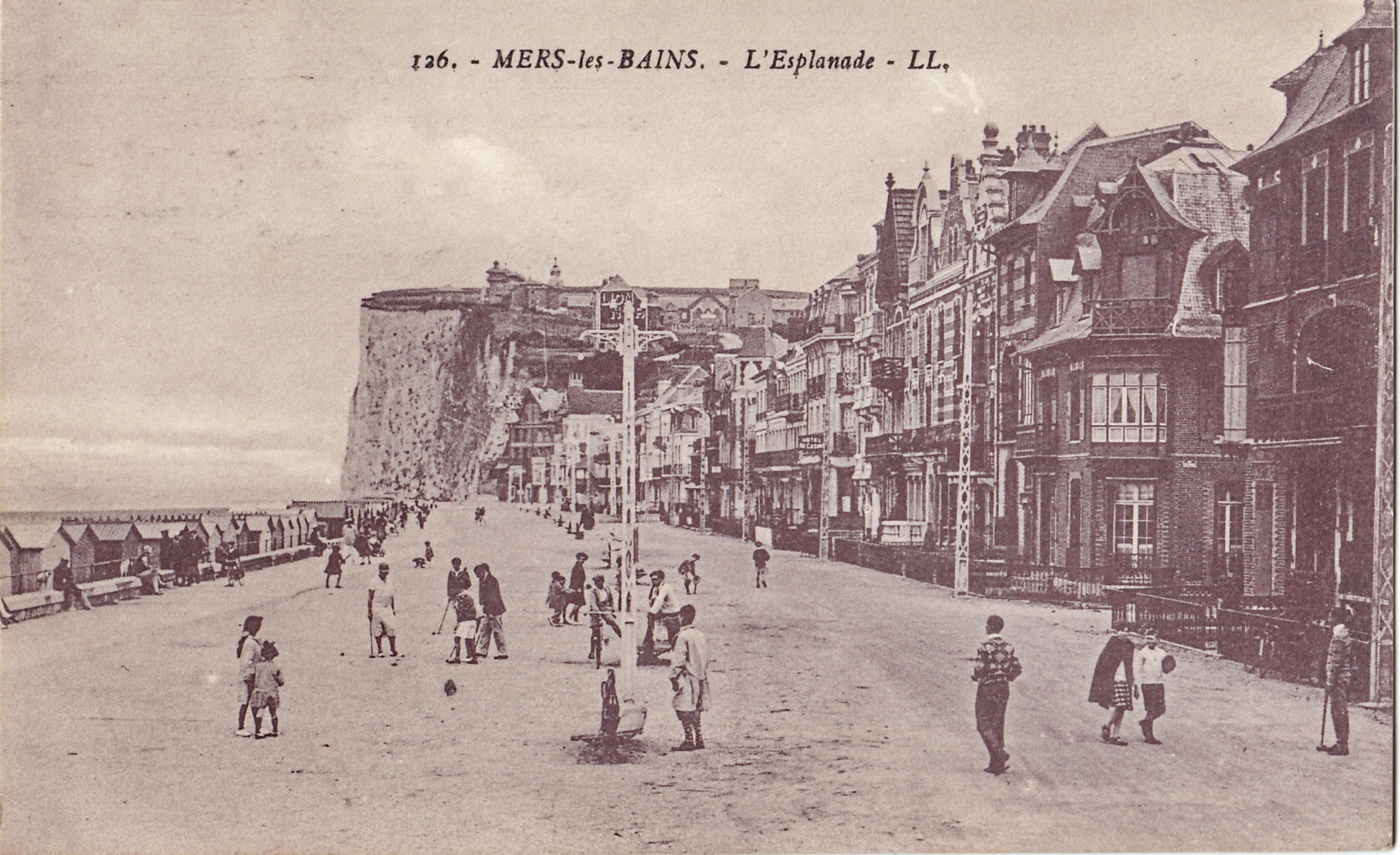
Mers, une cité balnéaire dans les années 1930.

Concernant le front de mer et les rues adjacentes, c'est le principe d'une architecture balnéaire toute de verticalité qui est retenu afin de satisfaire tout le monde, avec des villas aux façades peu larges mais très hautes avec balcons ouvragés et bow-windows décorés de nombreuses fantaisies architecturales et bénéficiant d'une vue sur la mer. En centre-ville, c'est plutôt la maison bourgeoise avec balcons en ferronneries qui prédomine. De nombreux hôtels comme le fameux Hôtel des Bains et pensions de familles voient le jour, la station balnéaire est lancée ; depuis, la commune s'adapte en permanence à l'évolution du tourisme et vante la beauté et la qualité de son architecture balnéaire. Mers vécut également l'époque des premiers congés payés de 1936 en accueillant sur sa plage les premières familles d'ouvriers et de vacanciers venues par le train de la gare Le Tréport-Mers.
Durant la Première Guerre mondiale, un camp anglais d'entraînement de chars est installé au lieu-dit Rompval. Il y subsiste encore aujourd'hui une fosse à char, ainsi que la prairie aux Anglais (partie déboisée afin de permettre l'évolution des chars par les apprentis pilotes). Les Anglais offriront un tank désarmé à la commune en 1919 afin de la remercier de son accueil. Celle-ci en fera un monument de reconnaissance aux alliés, mais sera contrainte de le supprimer (vente à un ferrailleur) quelques années après, tant l'entretien du char, qui subissait la rouille du fait d'un milieu maritime salin corrosif, était devenu coûteux et problématique.
Durant la Seconde Guerre mondiale, de nombreux Mersois et Mersoises sont entrés dans la Résistance et ont contribué à l'échec de bien des projets de l'occupant allemand. Les ouvrages Histoire de Mers de Jacques Maquet (1986) ou Mers l'insoumise de Roland Jouault et Jeannette Vanderschooten (2004) permettent de faire leur connaissance et de réaliser l'importance de leurs actions.
Le 17 décembre 1966, un avion Dakota en perdition de la ligne Beauvais-Londres est forcé d'y atterrir en catastrophe. Il n'y a heureusement aucune victime.

## Politique et administration

### Rattachements administratifs et électoraux
La commune se trouve dans l'arrondissement d'Abbeville du département de la Somme. Pour l'élection des députés, elle fait partie depuis 1958 de la troisième circonscription de la Somme.
Elle faisait partie depuis 1793 du canton d'Ault. Dans le cadre du redécoupage cantonal de 2014 en France, la commune intègre le canton de Friville-Escarbotin dont elle fait désormais partie.

### Intercommunalité
La commune est l'une de celles qui ont créé fin 1999 la communauté de communes du Gros Jacques, qui, à la faveur d'extensions, a pris la dénomination de  communauté de communes interrégionale de Bresle maritime puis, en 2017, de communauté de communes des Villes Sœurs.

### Liste des maires
| Période       | Période                       | Identité             | Étiquette            | Qualité |
| ------------- | ----------------------------- | -------------------- | -------------------- | --- |
| 1793          | 1808                          | Nicolas Forget       |                      | |
| 1808          | 1832                          | Jean-Paul Jolly      |                      | |
| 1832          | 1849                          | Jean-Baptiste Gondré |                      | |
| 1849          | 1861                          | Charles Lebeuf       |                      | |
| 1861          | 1870                          | Jean-Baptiste Lebeuf |                      | |
| 1871          | 1872                          | Jean-Baptiste Cava   |                      | Maire provisoire |
| 1872          | 1876                          | Michel Lebeuf        |                      | |
| 1876          | 1892                          | Jean-Baptiste Cava   |                      | |
| 1892          | 1906                          | Charles Le Beuf      |                      | |
| 1906          | 1912                          | Jean-Baptiste Cava   |                      | |
| 1912          | 1916                          | Charles Le Beuf      |                      | Décédé en fonction |
| 1916          | 1916                          | Antoine Gonnet       |                      | Décédé en fonction |
| 1916          | 1917                          | Émile Pouilly        |                      | Fonctionnaire maire |
| 1917          | 1919                          | Léon Vasseur         |                      | Conseiller municipal |
| 1919          | 1935                          | Alexandre Arnoult    | FR                   | |
| 1935          | 1941                          | Cléophas Marcassin   |                      | |
| 11/6/1940     | 21/07/1940                    | M. Votat             |                      | Désigné par la Kommandantur en l'absence de municipalité |
| février 1941  | 1943                          | Étienne Chantrel     |                      | Arrêté par les Allemands |
| 1943          | 1944                          | Henri Lebeuf         |                      | Arrêté par les Allemands et déporté |
| 1944          | ?                             | M. Derivière         |                      | Conseiller municipal |
| 2/9/1944      | 9/9/1944                      | Robert Cointrel      |                      | Président Maire de la Commission Administrative provisoire |
| 9/9/1944      | 11/12/1944                    | Maurice Eloy         | PCF                  | Président Maire de la Commission Administrative provisoire |
| 11/12/1944    | 1950                          | Maurice Eloy         | PCF                  | élu maire |
| 1950          | 1962                          | Ernest Dailly        | UNR                  | Décédé en fonction |
| 1962          | mars 1977                     | Roger Hénocq         | UDF                  | |
| mars 1977     | mars 1989                     | Roland Jouault       | PCF                  | Cheminot |
| mars 1989     | septembre 1993                | Gisèle Coiffier      | PS puis exclue du PS | Conseil municipal dissous le 2 septembre 1993 |
| octobre 1993  | mars 2001                     | Guy Champion         | PCF                  | Mécanicien Conseiller général d'Ault (1998 → 2004) |
| mars 2001     | juillet 2017                  | Emmanuel Maquet      | LR                   | Assureur Conseiller général d'Ault (2004 → 2015) Conseiller départemental de Friville-Escarbotin (2015 → 2017) Vice-président du conseil départemental de la Somme (2015 → 2017) Conseiller régional des Hauts-de-France (2021 →) Vice-président de la CC Bresle maritime (2014 →2017) Président du Syndicat mixte baie de Somme (2015 →) Député de la Somme (3e circ.) (2017 →2024) Démissionnaire à la suite de son élection comme député |
| octobre 2017, | En cours (au 21 octobre 2022) | Michel Delépine      | DVD                  | Retraité de La Poste Vice-président de la CC des Villes Sœurs (2017 →) Réélu pour le mandat 2020-2026 |

### Tendances politiques et résultats
| Scrutin              | 1er tour | 1er tour | 1er tour | 1er tour        | 1er tour        | 1er tour        | 1er tour        | 1er tour        | 1er tour        | 1er tour        | 1er tour        | 1er tour        |             | 2e tour     | 2e tour     | 2e tour     | 2e tour     | 2e tour     | 2e tour     | 2e tour     | 2e tour     | 2e tour     |
| Scrutin              | 1er      | 1er      | %        | 2e              | 2e              | %               | 3e              | 3e              | %               | 4e              | 4e              | %               | 1er         | 1er         | %           | 2e          | 2e          | %           | 3e          | 3e          | %           |             |
| -------------------- | -------- | -------- | -------- | --------------- | --------------- | --------------- | --------------- | --------------- | --------------- | --------------- | --------------- | --------------- | ----------- | ----------- | ----------- | ----------- | ----------- | ----------- | ----------- | ----------- | ----------- | ----------- |
| Municipales 2020     |          | DVD      | 100,00   | Une seule liste | Une seule liste | Une seule liste | Une seule liste | Une seule liste | Une seule liste | Une seule liste | Une seule liste | Une seule liste |             | Tour unique | Tour unique | Tour unique | Tour unique | Tour unique | Tour unique | Tour unique | Tour unique | Tour unique |
| Départementales 2021 |          | UCD      | 49,62    |                 | RN              | 22,91           |                 | UGE             | 20,00           |                 | DVG             | 7,47            |             | UCD         | 63,61       |             | UGE         | 36,39       | Pas de 3e   | Pas de 3e   | Pas de 3e   |             |
| Régionales 2021      |          | UCD      | 51,32    |                 | RN              | 19,92           |                 | UGE             | 13,37           |                 | DSV             | 5,04            |             | UCD         | 59,40       |             | RN          | 21,67       |             | UGE         | 18,93       |             |
| Présidentielle 2022  |          | RN       | 33,88    |                 | LREM            | 24,28           |                 | LFI             | 16,64           |                 | REC             | 7,22            |             | RN          | 55,53       |             | LREM        | 44,47       | Pas de 3e   | Pas de 3e   | Pas de 3e   |             |
| Législatives 2022    |          | LR       | 45,45    |                 | RN              | 22,11           |                 | PCF             | 14,55           |                 | LREM            | 9,84            |             | LR          | 62,09       |             | RN          | 37,91       | Pas de 3e   | Pas de 3e   | Pas de 3e   |             |
| Européennes 2024     |          | RN       | 45,16    |                 | RE              | 11,57           |                 | PS              | 9,17            |                 | LR              | 7,28            | Tour unique | Tour unique | Tour unique | Tour unique | Tour unique | Tour unique | Tour unique | Tour unique | Tour unique |             |
| Législatives 2024    |          | RN       | 39,82    |                 | LR              | 37,98           |                 | PCF             | 15,59           |                 | HOR             | 4,19            |             | LR          | 52,72       |             | RN          | 47,28       | Pas de 3e   | Pas de 3e   | Pas de 3e   |             |

### Jumelage
- Allemagne: Beverungen[53]

## Population et société

### Démographie
Ses habitants s'appellent les Mersois.

#### Évolution démographique
L'évolution du nombre d'habitants est connue à travers les recensements de la population effectués dans la commune depuis 1793. Pour les communes de moins de 10 000 habitants, une enquête de recensement portant sur toute la population est réalisée tous les cinq ans, les populations de référence des années intermédiaires étant quant à elles estimées par interpolation ou extrapolation. Pour la commune, le premier recensement exhaustif entrant dans le cadre du nouveau dispositif a été réalisé en 2005.

En 2022, la commune comptait 2 536 habitants, en évolution de −10,07 % par rapport à 2016 (Somme : −1,26 %, France hors Mayotte : +2,11 %).
| 1793 | 1800 | 1806 | 1821 | 1831 | 1836 | 1841 | 1846 | 1851 |
| ---- | ---- | ---- | ---- | ---- | ---- | ---- | ---- | ---- |
| 406  | 417  | 457  | 389  | 408  | 422  | 426  | 434  | 430  |

| 1856 | 1861 | 1866 | 1872 | 1876 | 1881 | 1886 | 1891 | 1896  |
| ---- | ---- | ---- | ---- | ---- | ---- | ---- | ---- | ----- |
| 431  | 430  | 432  | 435  | 488  | 678  | 849  | 996  | 1 110 |

| 1901  | 1906  | 1911  | 1921  | 1926  | 1931  | 1936  | 1946  | 1954  |
| ----- | ----- | ----- | ----- | ----- | ----- | ----- | ----- | ----- |
| 1 454 | 1 678 | 1 741 | 2 513 | 2 750 | 2 954 | 2 907 | 3 455 | 3 659 |

| 1962  | 1968  | 1975  | 1982  | 1990  | 1999  | 2005  | 2006  | 2010  |
| ----- | ----- | ----- | ----- | ----- | ----- | ----- | ----- | ----- |
| 3 834 | 4 107 | 4 628 | 3 945 | 3 540 | 3 394 | 3 477 | 3 469 | 2 960 |

| 2015  | 2020  | 2022  | - | - | - | - | - | - |
| ----- | ----- | ----- | - | - | - | - | - | - |
| 2 840 | 2 573 | 2 536 | - | - | - | - | - | - |

#### Pyramide des âges
La population de la commune est relativement âgée.
En 2018, le taux de personnes d'un âge inférieur à 30 ans s'élève à 23,0 %, soit en dessous de la moyenne départementale (36,4 %). À l'inverse, le taux de personnes d'âge supérieur à 60 ans est de 46,4 % la même année, alors qu'il est de 26,0 % au niveau départemental.
En 2018, la commune comptait 1 262 hommes pour 1 476 femmes, soit un taux de 53,91 % de femmes, largement supérieur au taux départemental (51,49 %).
Les pyramides des âges de la commune et du département s'établissent comme suit.
| Hommes | Classe d’âge | Femmes |
| ------ | ------------ | ------ |
| 0,6    | 90 ou +      | 2,2    |
| 12,6   | 75-89 ans    | 16,5   |
| 29,8   | 60-74 ans    | 30,4   |
| 19,5   | 45-59 ans    | 19,1   |
| 12,5   | 30-44 ans    | 10,3   |
| 14,4   | 15-29 ans    | 10,7   |
| 10,5   | 0-14 ans     | 10,7   |

| Hommes | Classe d’âge | Femmes |
| ------ | ------------ | ------ |
| 0,6    | 90 ou +      | 1,8    |
| 6,7    | 75-89 ans    | 9,4    |
| 17,2   | 60-74 ans    | 18,1   |
| 19,8   | 45-59 ans    | 19,1   |
| 18,2   | 30-44 ans    | 17,5   |
| 19,4   | 15-29 ans    | 18     |
| 18,2   | 0-14 ans     | 16,2   |

## Économie et tourisme
L'importante verrerie du groupe Verescence (800 p., ex-Saint-Gobain), longtemps considérée comme le leader mondial du flaconnage de luxe pour la parfumerie, constitue sa principale activité industrielle. L'usine a toutefois vu son département pharmacie et de nombreux salariés déménager pour la pépinière d'entreprises de la communauté de communes des Villes Soeurs (CCVS), à Saint-Quentin-la-Motte, à quelques kilomètres seulement, pour une unité de production neuve dénommée "SGD Pharma".
Mers mise surtout de plus en plus sur son image et ses atouts de station balnéaire, d'autant qu'elle a obtenu, par décret en date du vendredi 27 février 2009, son classement officiel en tant que station balnéaire et station de tourisme, ceci à l'issue d'une longue procédure enclenchée dès 2001, officiellement déposée dès 2004 puis réactualisée fin 2008. Ce classement devait notamment permettre à la commune de bénéficier de dotations plus importantes de la part de l'État compte tenu de son nouveau statut. Il a été renouvelé en 2019.
Mers a obtenu plusieurs fois le Pavillon Bleu d'Europe depuis 2006, et lance des pistes de réflexion pour optimiser son tourisme balnéaire mais aussi culturel (secteur sauvegardé classé de villas anciennes de différentes inspirations notamment art nouveau). Une résidence hôtelière de 81 logements, avec un office de tourisme attenant au rez-de-chaussée, est opérationnelle. En 2020 une résidence pour séniors en centre-ville était annoncée, en 2023 elle est pleinement opérationnelle.
La commune compte un parc commercial le Grand Marais sur six hectares et 10 700 m2 de surface  ; vingt nouvelles enseignes de notoriété nationale ont ouvert leurs portes et plusieurs emplois directs et indirects ont ainsi été créés. Avec l'hypermarché, la galerie marchande, le forum de Froideville et le parc des grands marais, Mers-les-Bains dispose d'un équipement commercial assez complet.

### Équipements de loisir
- Casino, Bowling, Billard, Spectacles... Mers réfléchit également à son avenir. Pour cela, elle a attribué une délégation de service public (DSP) pour l'ouverture d'un casino à une société privée et a obtenu, en date du 15 mars 2012, l'autorisation du ministère de l'Intérieur en vue de la réouverture de son casino, fermé depuis septembre 1987. Un casino provisoire a été inauguré le 7 septembre 2012, avant la construction puis la livraison, au printemps 2014, du nouvel établissement de jeux attenant à un luxueux bowling en entrée de ville. Il s'agit du septième casino de la station depuis le début de son histoire (premier établissement de jeux en 1868). Mers poursuit son développement urbain, commercial et touristique notamment avec l'aide de cabinets d'études européens et d'une mission d'assistance urbaine. Une réflexion globale sur l'aménagement de la route départementale 1015 qui traverse la station, avec l'aide d'un cabinet d'experts parisien, a permis l'émergence d'un premier tronçon après le reversement de cette voie en voirie communale. Le second tronçon a débuté en Février 2023, sa livraison est intervenue début 2024.
- Skatepark : le skatepark de Mers-les-Bains a fait l'objet d'une extension de son « Kidney bowl » en 2014. Ce skatepark gratuit occupe une surface de 650 m2.
- Minigolf
- Ping-pong
- Jardins d'enfants
- Tennis
- Équitation
- Aérodrome
- Sports nautiques

En 2024, la commune a été élue 2e « village préféré des Français » lors de l'émission Le Village préféré des Français diffusée sur France 3 et présentée par Stéphane Bern, juste derrière Collioure. Le célèbre animateur s'y est rendu en personne, en profitant pour visiter le chantier de rénovation de la galerie Jules Barni que la Mission BERN pour le patrimoine a subventionné.

### Culture et vie artistique
Mers possède un centre culturel au cœur de la ville : l'Espace Jacques-Prévert. Au rez-de-chaussée de celui-ci se trouvent désormais les locaux de la médiathèque. La bibliothèque se dédouble à nouveau depuis 2018 d'un espace consacré à l'art moderne et contemporain, avec notamment des expositions d'Alain Mongrenier (2018), Michel Four, David Daoud, José San Martin, Claude Viseux, Pierre Jutand, Michèle Battut, Stéphane Montefiore (2019), Jacques Vimard, François Jousselin, Jean-Pierre Vielfaure (2020), Michel Patrix, Jivko, Jean-Gabriel Montador, Michel Moskovtchenko, Daniel Gallais, Béatrice Nodé-Langlois (2021), Alexandre Garbell, Ben-Ami Koller, Dan Jacobson, Gérald Collot et Marthe Hamue (2022), Benoît Rafray, Pierre Bosco, Bernard Lorjou, Tony Soulié (2023), Philippe Charpentier, Jean-Pierre Ceytaire (2024), Claude Raimbourg, Jean Dometti, Carlos Braché (2025). L'année 2025 y voit l'inauguration d'une artothèque.
En juillet, Mers renoue avec son passé sur le thème des bains de mer 1900 en organisant une grande fête des baigneurs. Durant deux jours, Mersois, résidents secondaires et touristes évoquent le passé en se costumant à l'ancienne. Des tacots et des calèches défilent dans la station et des animations originales sont proposées. Cette fête, dont le succès est constant, confirme, si besoin était, l'intérêt pour ce type d'évocation populaire, historique, culturelle et festive du passé de la station. En 2022, c'était sa 20e édition.
Mers propose également chaque été des animations ciblées.

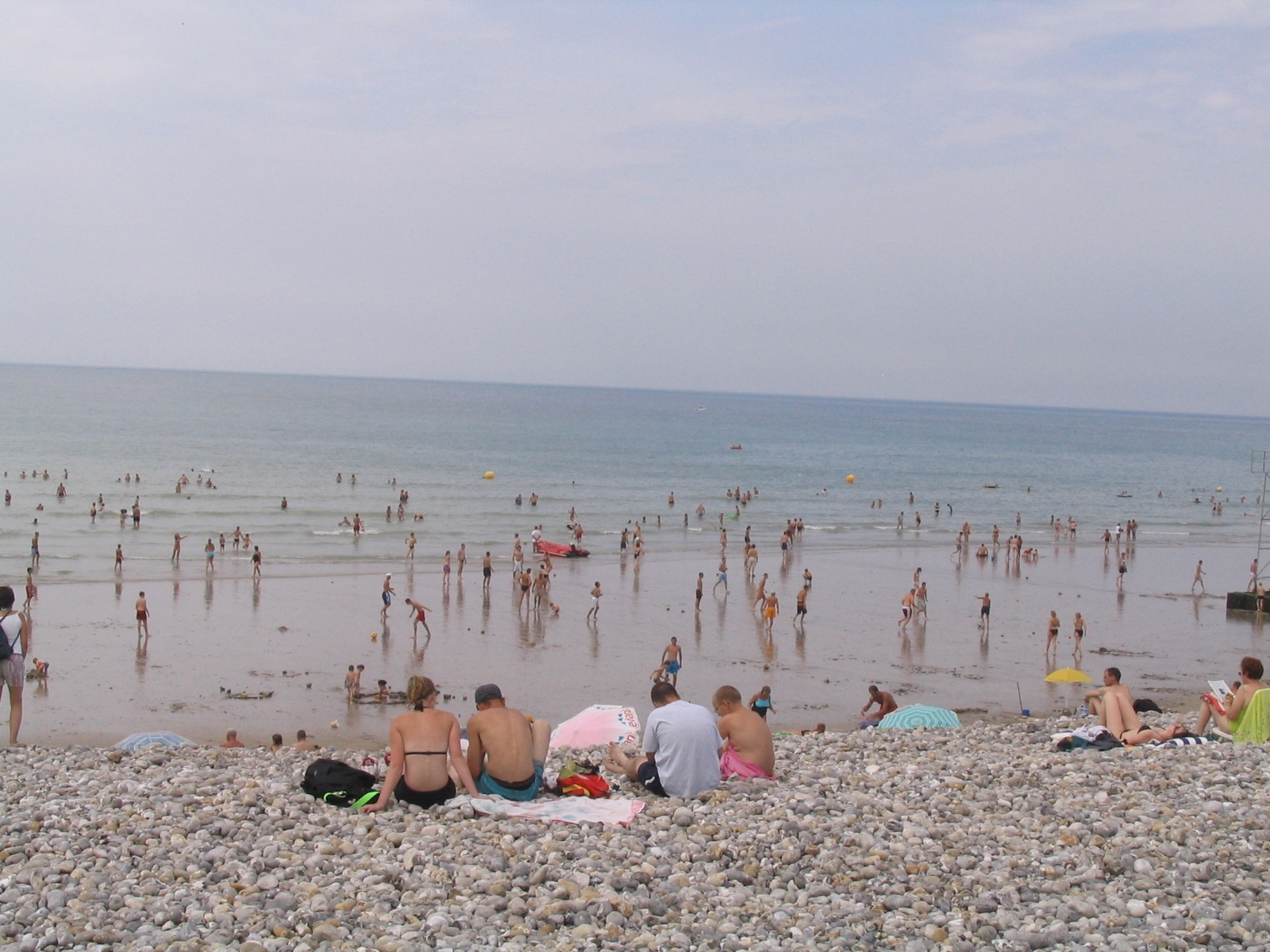
La plage de Mers à marée basse : le sable se découvre.
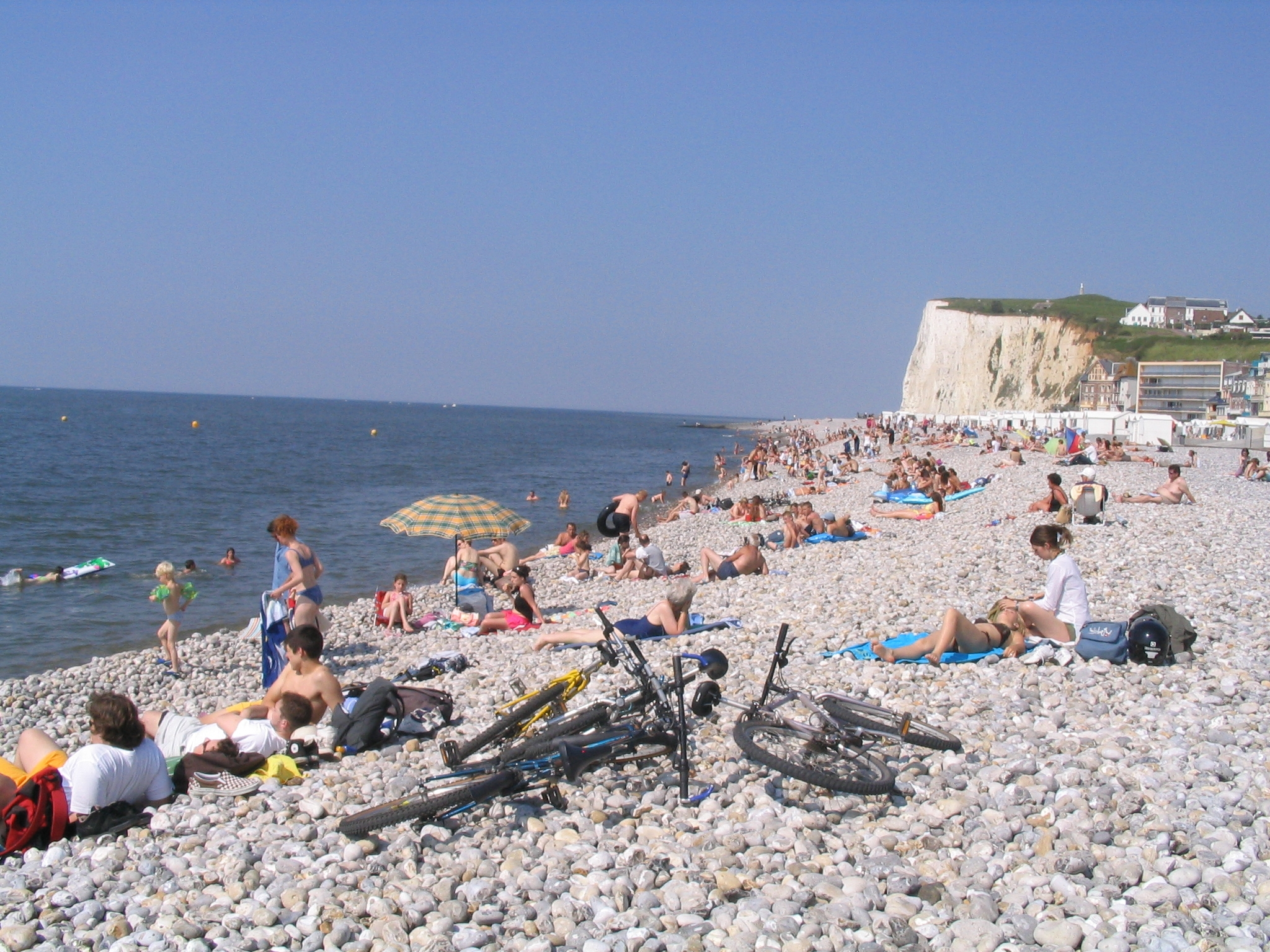
La plage de Mers à marée haute.
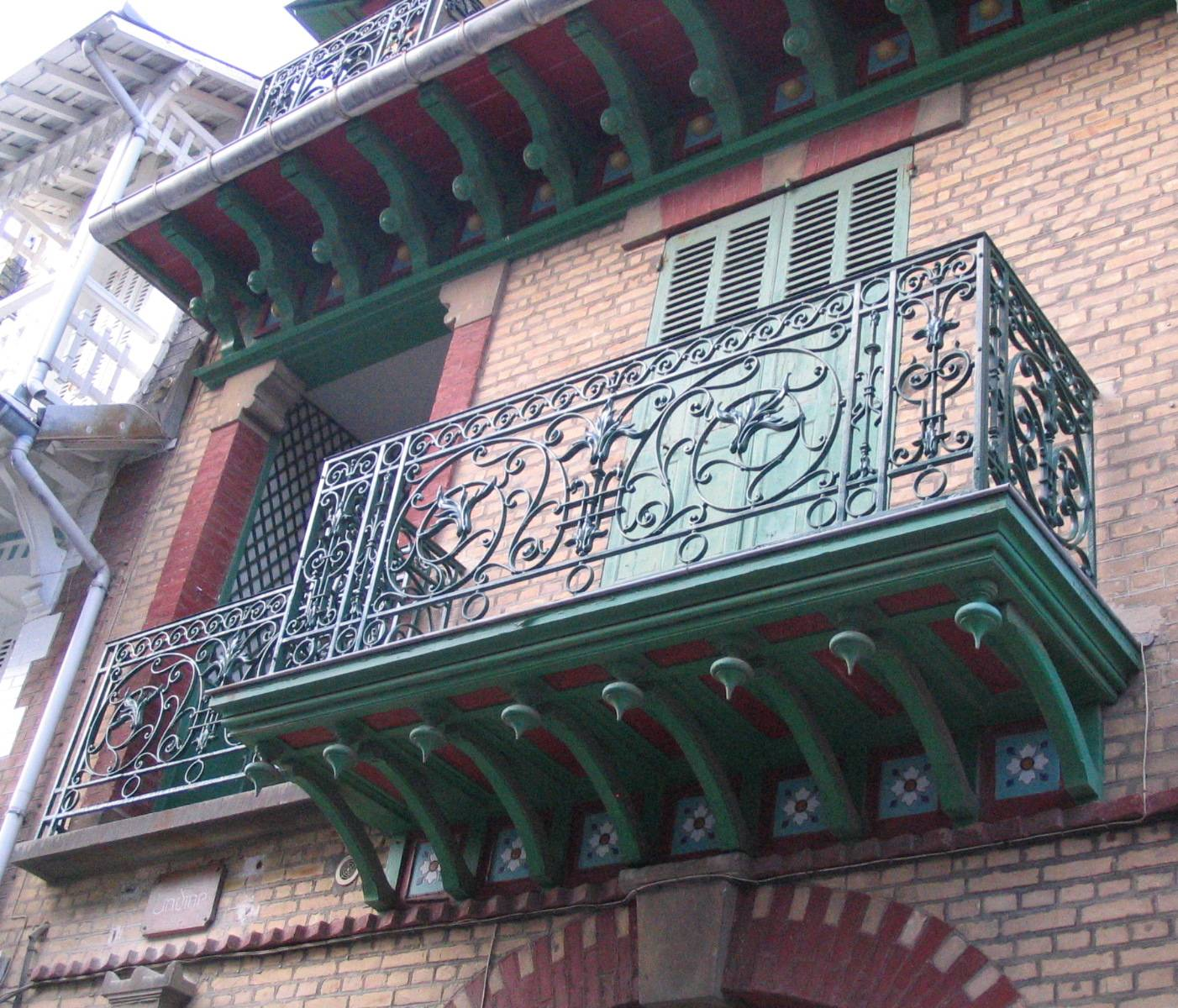
Un balcon ouvragé et une petite loggia pour voir la mer.
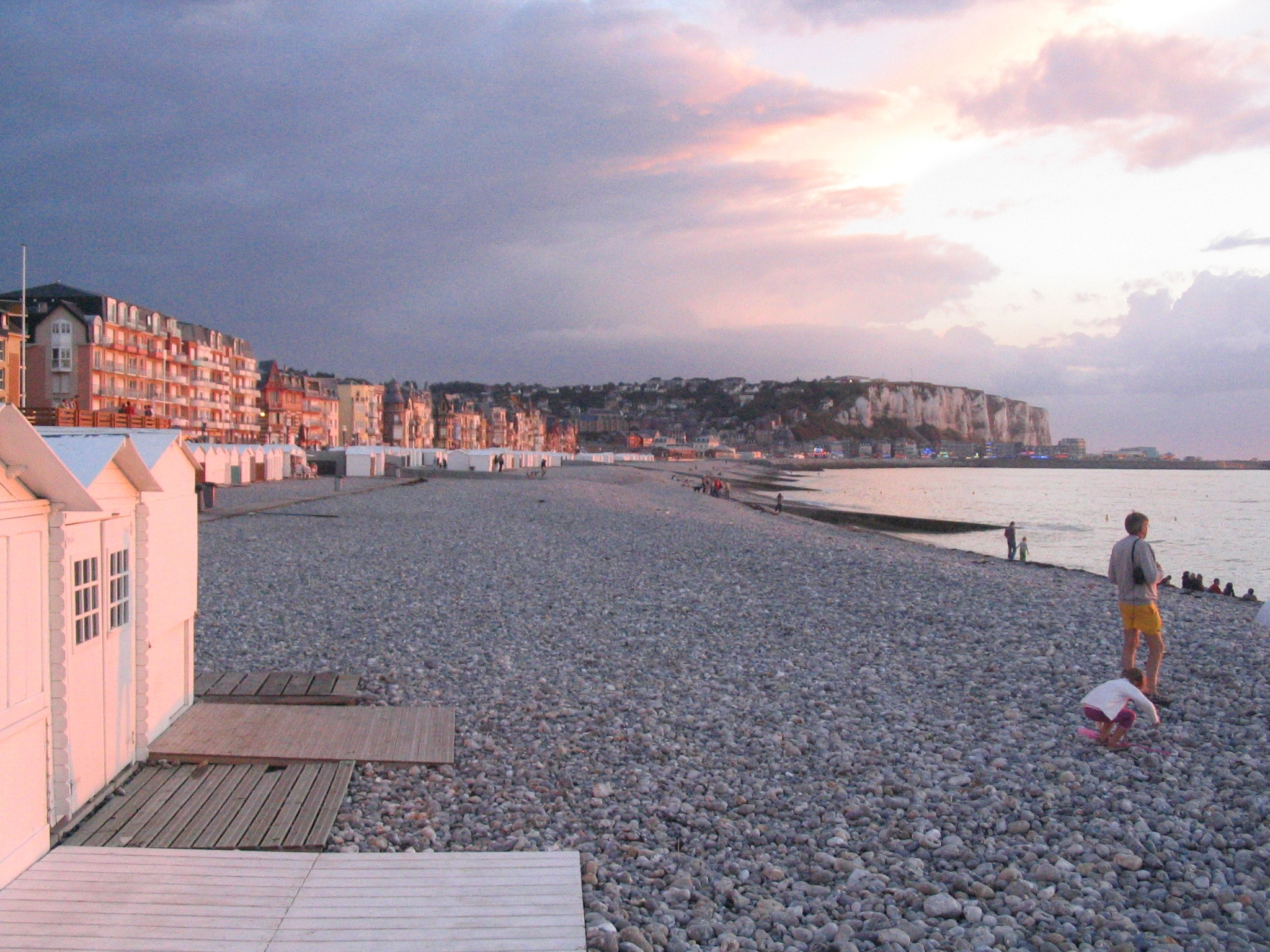
Le port normand du Tréport est tout proche de Mers.
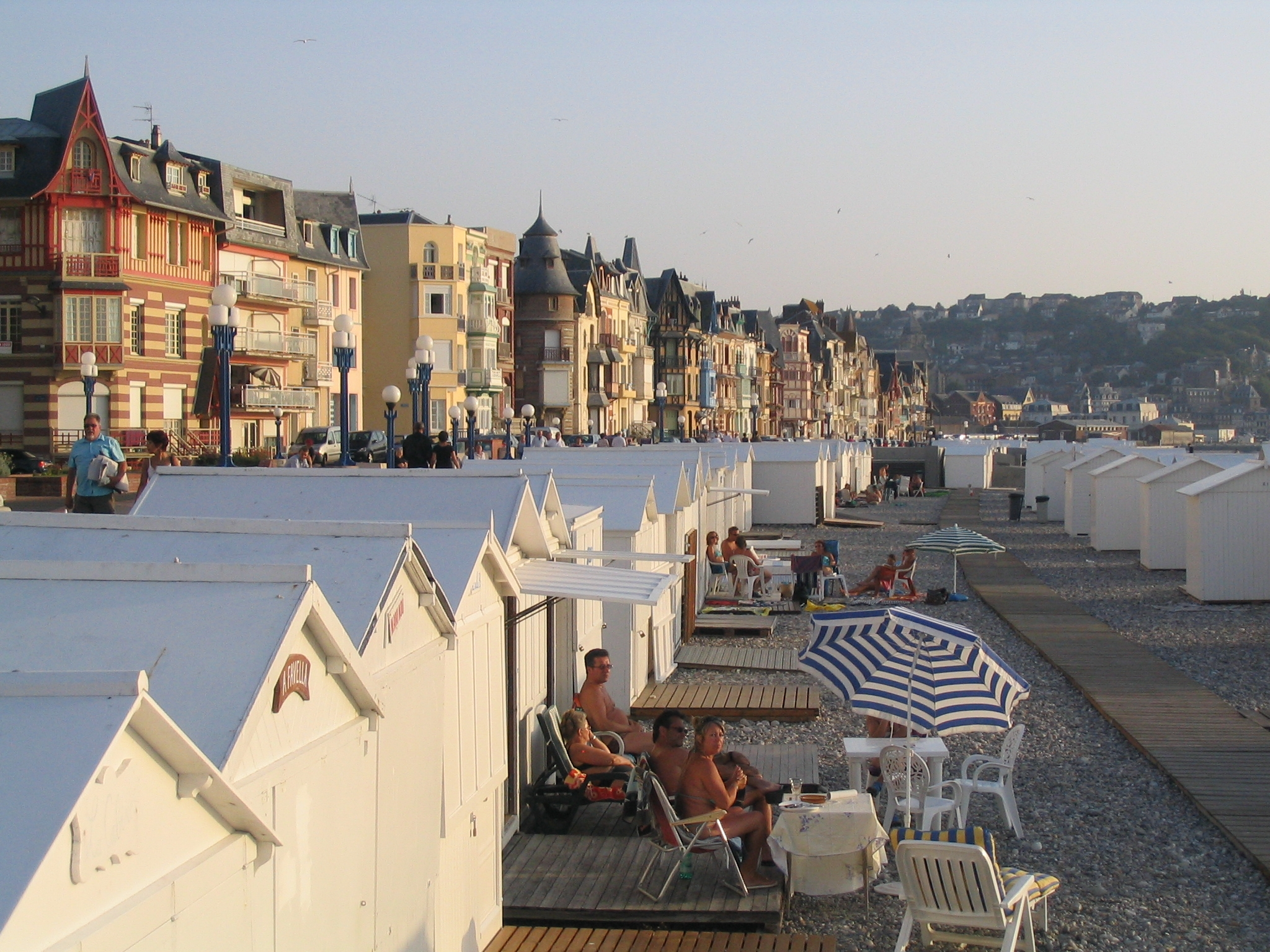
Plus de 300 cabines de plage chaque été.
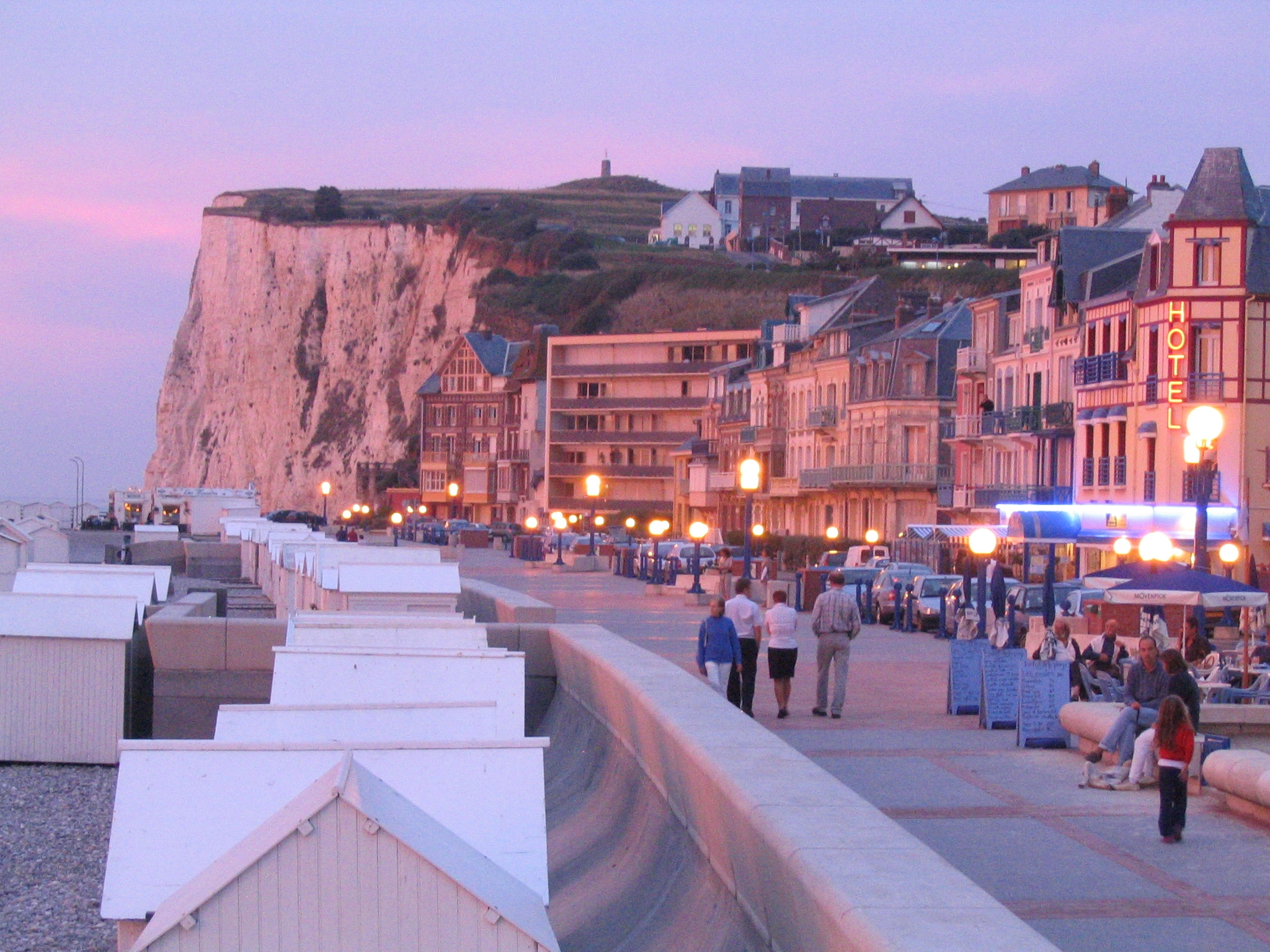
L'esplanade le soir.
Balcons à Mers-les-Bains.

## Culture locale et patrimoine

### Lieux et monuments

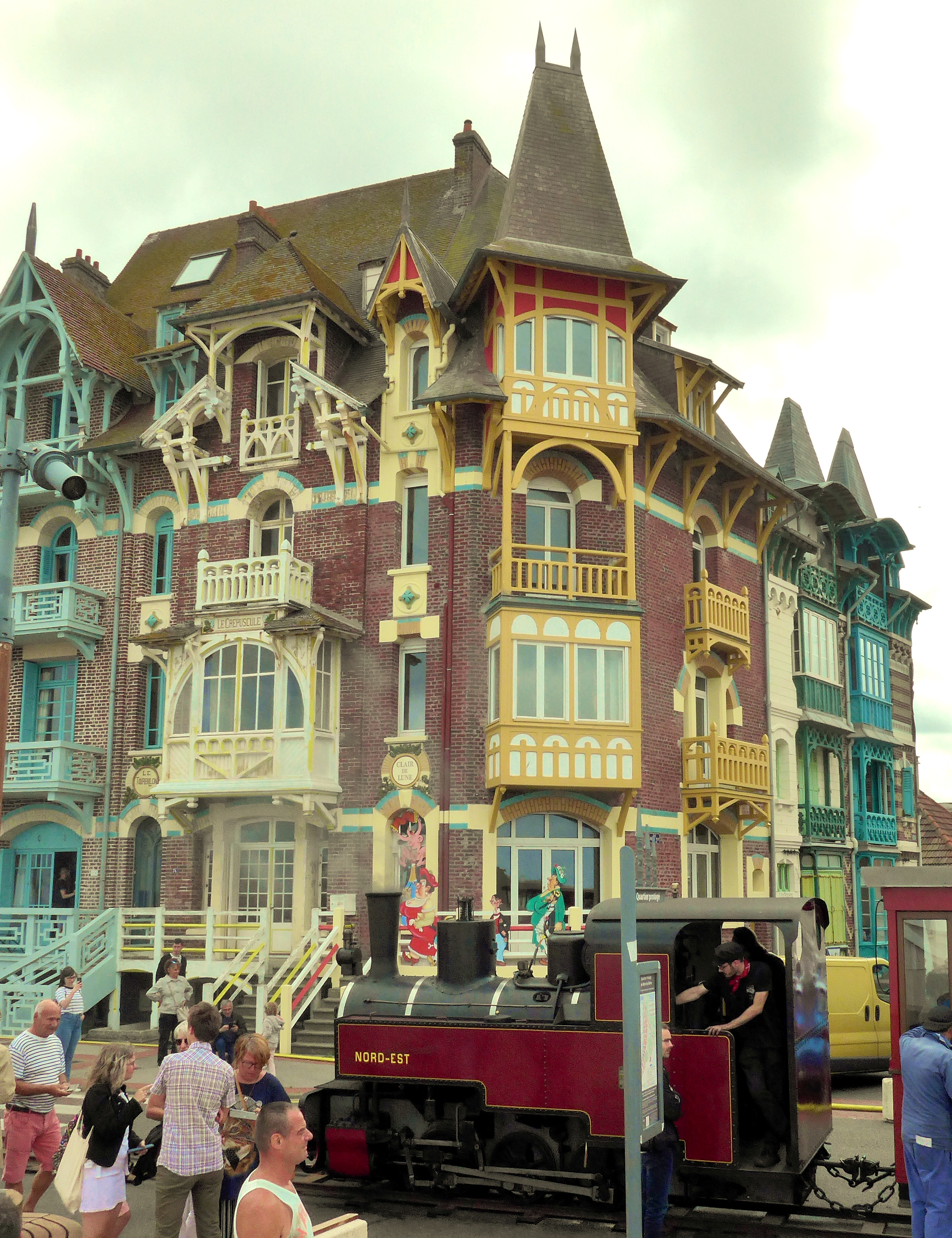
Maison à trois logements accolés, dits villas Le Tourbillon, Le Crépuscule et Clair de Lune qui relèvent de l'architecture balnéaire. La façade, ornée de carreaux de céramique et de cabochons, est mise en valeur par des balcons couverts ou non et des oriels. Elle est amortie par des fenêtres de lucarne à fermette débordante et des avant-toits à aisseliers.

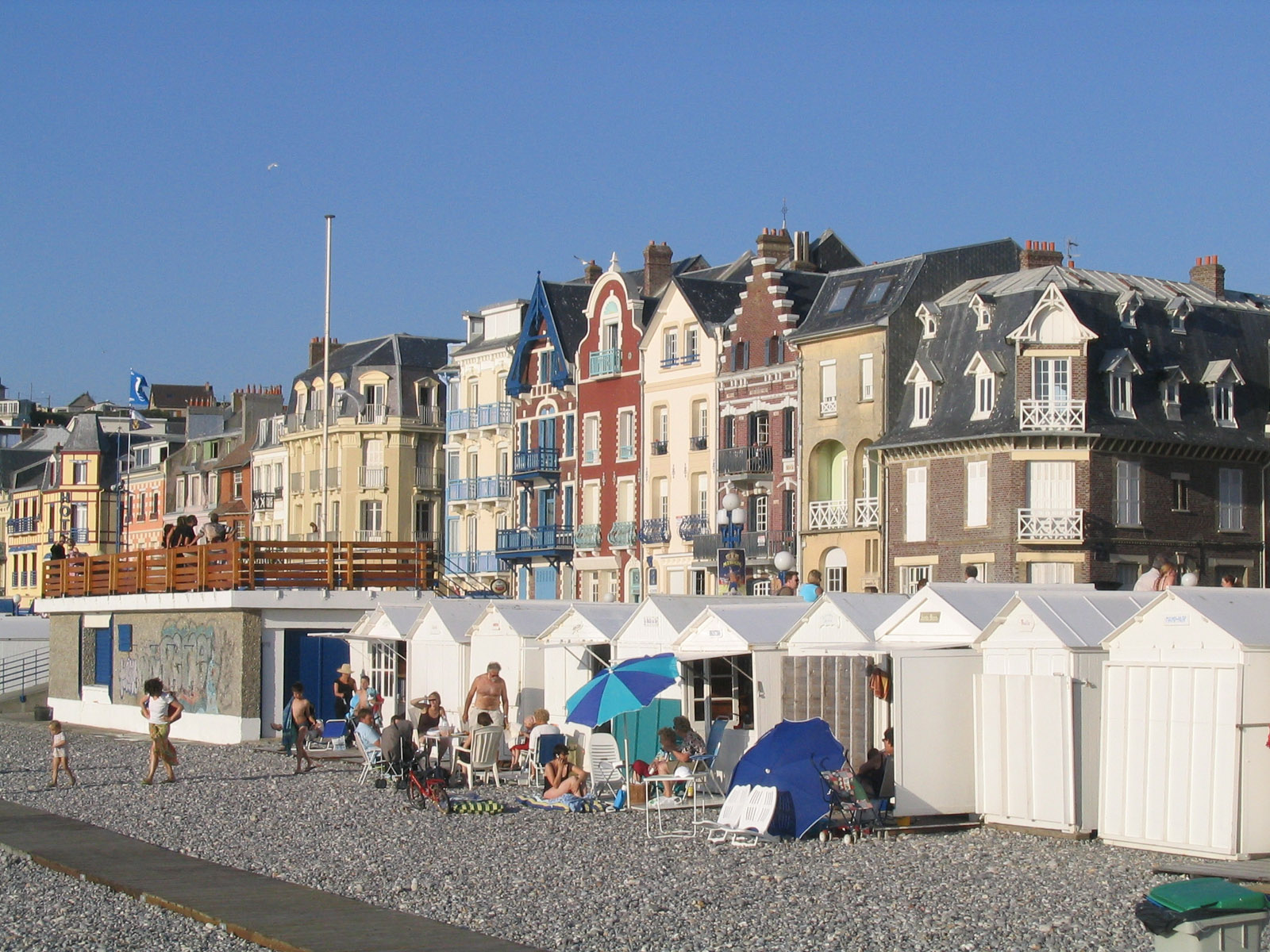
Vue du front de mer de Mers et des villas d'architecture balnéaire verticale.

- La plage : 
Mers-les-Bains se trouve sur le littoral picard et présente une façade maritime d'un peu plus de 900 mètres de largeur (uniquement en ce qui concerne la plage accessible, la largeur totale étant plus importante compte tenu de ses falaises au nord et du site du bois de Rompval) et qui prend sa source au pied des falaises de craie blanche, le tout formant une plage réputée du Nord de la France.
- Le quartier balnéaire[63],[64],[65],[66],[67],[68],[69],[70],[71] a été construit à partir des années 1870 avec l'arrivée du chemin de fer et l'essor de la mode des bains de mer apparue en France dans les années 1860. Ce quartier s'étend de la plage à la « Prairie » et prolonge le bourg originel de Mers. Il est composé de plus de 200 immeubles appelés « villas » de style art nouveau avec de multiples variantes dans la décoration extérieure[Note 7].
Le front de mer[72], les rues adjacentes et le centre-ville, d'abord classés en Secteur Sauvegardé en1986 grâce au travail de deux urbanistes, Pierre et Monique Dubrulle[réf. nécessaire], est désormais classé en site patrimonial remarquable. Toute cette zone comprend des villas caractéristiques de l'architecture balnéaire avec de nombreuses influences (anglaise, flamande, Art nouveau,…). Depuis avril 2008, la station compte une première villa balnéaire inscrite à l'inventaire supplémentaire des monuments historiques, la villa Rip[73],[74] sur le front de mer. Les villas sont séparées de la plage par une esplanade qui accueille chaque jour, le week-end et en été, de très nombreux promeneurs.
- Rue Jules-Barni, qui relie en diagonale la Prairie à l'esplanade de la plage, est représentative de la première époque de construction du quartier balnéaire. Elle comprend la première galerie commerciale de la ville (1885) composée d'un ensemble de huit magasins de commerce, divisé en quatre unités avec une entrée centrale qui permet l'accès à l'étage, par un escalier éclairé par oculus. Le gros œuvre est construit en brique rouge. Les façades et les toitures, situés du no 56 au no 82, sont protégées en tant que monuments historiques : inscription par arrêté du 19 mars 2014[75]. L'écrivain Eugène Dabit y est né.
- Église Saint-Martin[76] de style néo-roman ou Romano-Byzantin, construite en 1928 par l'architecte amiénois Edmond Douillet.

- calvaire en pierre de Saint-Maximin orné de quatre têtes de personnages d'inspiration médiévale visible en haut de la rue Pasteur, la ville en possédant de nombreux autres au titre du patrimoine religieux.

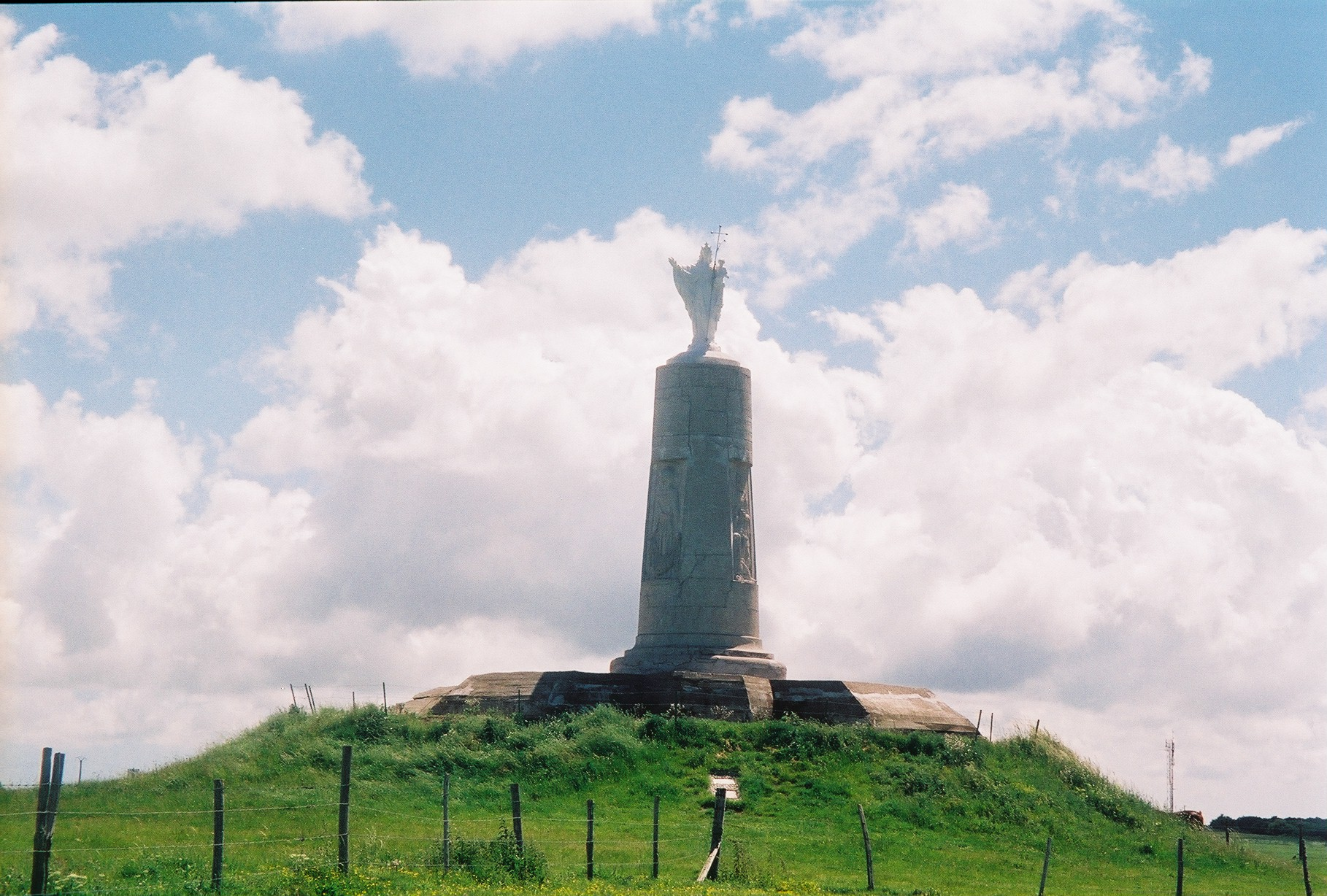
La statue de Notre-Dame, sur le blockhaus.

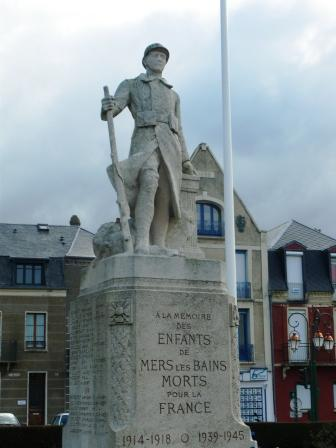
Emmanuel Fontaine, le monument aux morts

- La statue de Notre-Dame-de-la-Falaise, construite en 1877, est placée sur le point culminant de la falaise, à 92 mètres. Déposée durant l'Occupation, la statue est de nouveau érigée en 1955, en haut d'un ouvrage circulaire placé sur le toit d'un blockhaus enterré.

- Monument aux morts[77], inauguré le 17 septembre 1922, surmonté de la statue d'un soldat de la Première Guerre mondiale œuvre du sculpteur abbevillois Emmanuel Fontaine. 
Différentes stèles sont regroupées au sein du square du Monument-aux-Morts par lesquelles la commune rend hommage à ses morts pour la patrie lors des différents conflits. Une feuille d'érable en bronze évoque aussi la libération de la commune par le régiment canadien de la Chaudière.
Avec Paul Landowski, à qui l'on doit le monument aux morts de la ville voisine d'Ault, mais bien plus connu pour sa statue du Christ Rédempteur qui domine la ville de Rio de Janeiro, Emmanuel Fontaine, dont des œuvres monumentales ornent la place d'armes de la ville de Sucre, capitale de la Bolivie, constitue un intéressant témoignage du rayonnement qui fut celui de la statuaire française en Amérique du Sud.
- Monument à Pierre Lefort, érigé le 13 octobre 2007 sur la place de Mers et composé d'un piédestal et d'un buste dédié à Pierre Lefort (1767-1843), natif de la commune, médecin et chirurgien de marine qui établit la non-contagion de la fièvre jaune[78]. Un monument semblable existait déjà, avant la Seconde Guerre mondiale. Par la réédification de son buste financé sur souscription publique, la ville de Mers remet donc à l'honneur cet enfant du pays.

### Personnalités liées à la commune

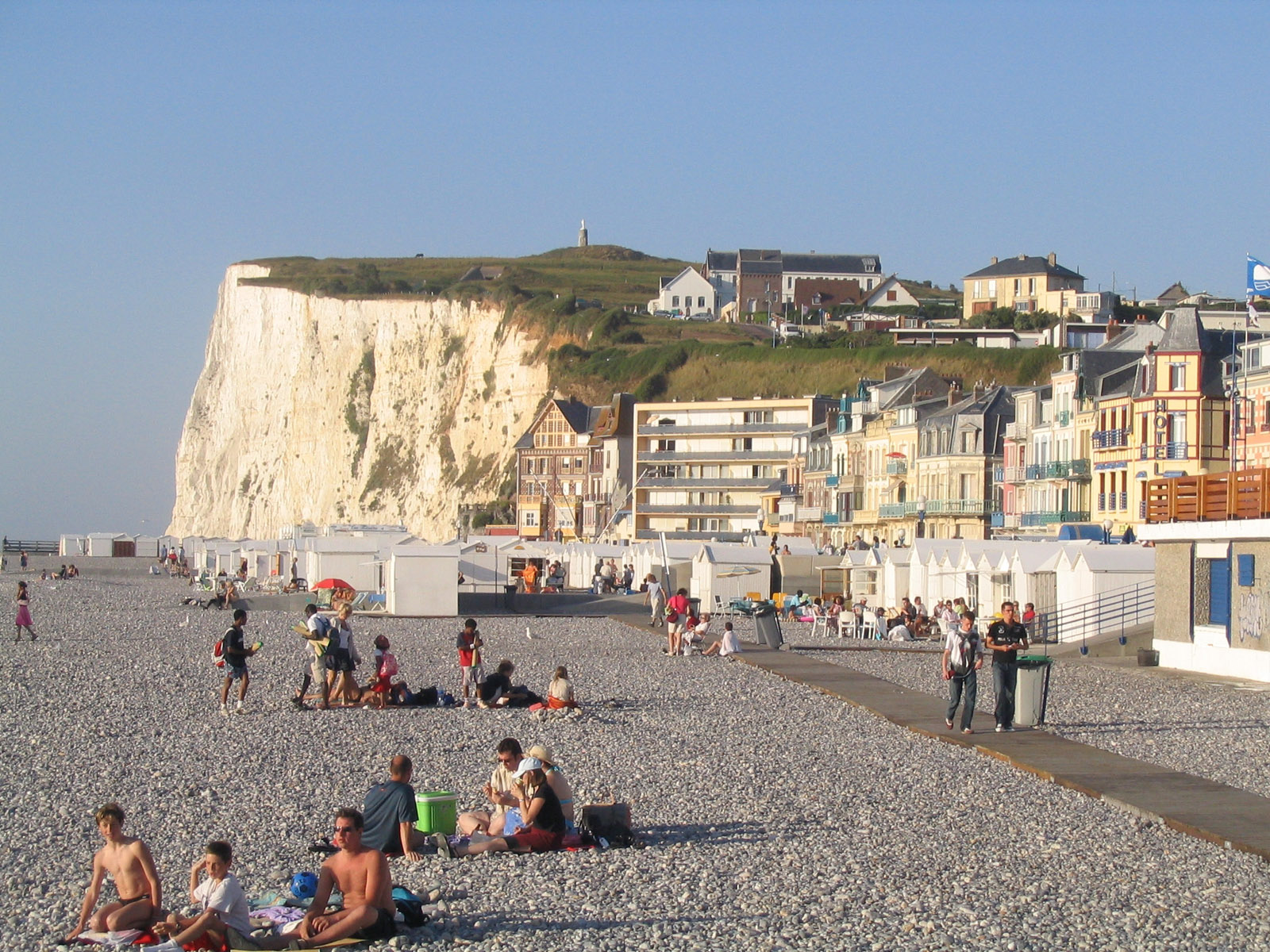
De nombreuses personnalités ont été séduites par l'esplanade et la plage de Mers-les-Bains.

- Pierre Lefort (1767-1843), médecin et chirurgien de marine, né à Mers et mort à Amiens en 1843. Il participa à la bataille de Trafalgar et s'attacha à produire des mémoires sur la non-contagion de la fièvre jaune.
- Victor Hugo (1802-1885) passa à Mers en venant de la ville voisine du Tréport toute proche en 1835 et 1837. Dans ses lettres à Adèle, il conta sa découverte du « hameau qui fait face au Tréport », où il se rendit souvent.
- Jules Noël (1810-1881), peintre, consacra également quelques toiles à Mers, dont une Arrivée d'une diligence au Tréport - 1878 que l'on voit emprunter le plateau, puis la descente dans Mers[79].
- Le peintre Antoine Vollon (Lyon 1833 - Paris 1900) et son fils Alexis (1865-1940) ont séjourné longtemps rue André-Dumont, le père de 1863 jusqu'en 1882. Reconnu pour son talent, notamment en natures mortes, Antoine Vollon a aussi donné son nom à une rue du 12e arrondissement de Paris et à une place à Lyon, sa ville natale ; à Mers, c'est un lotissement qui a été baptisé de son nom.
- Jules Chéret (1836-1932), peintre, affichiste et lithographe, a conçu en 1889 une affiche (imprimerie Chaix) Le Tréport - Mers[80].
- Eugène Bellangé (1837-1895), peintre français qui exécuta une représentation du front de mer et de la falaise, œuvre acquise aux enchères par la ville de Mers-les-Bains.
- François Coppée (1842-1909), d'abord mouvement poétique du Parnasse, il s'en détourna et fut surnommé « le poète des humbles », résida plusieurs fois à Mers jusqu'en 1908 à la villa « La Violette »[81], où il partagea quelques mémorables parties de dominos avec ses hôtes, la famille Houdbine. François Coppée était très lié à Verlaine et José-Maria de Heredia, il écrivit aussi plusieurs comédies.
- Charles Wislin (1852-1932)[82] et Maximilien Luce (1858-1941), artistes peintres dont les passages à Mers-les-Bains sont attestés par l'œuvre peint.
- Victor Dupont (1873-1941), artiste peintre qui produit pour la ville de Mers-les-Bains une affiche promotionnelle de la station balnéaire (années 1920).
- Eugène Dabit (1898-1936), artiste peintre et écrivain est né à Mers-les-Bains. Rue Jules-Barni se trouve la maison natale de l'écrivain, auteur notamment du célèbre roman L'Hôtel du Nord, signalée sur la façade par une plaque commémorative. Les élus locaux ont baptisé une petite place à son nom sur l'esplanade, non loin du pied de falaise. En 2018, un autoportrait du peintre a été offert à la ville.

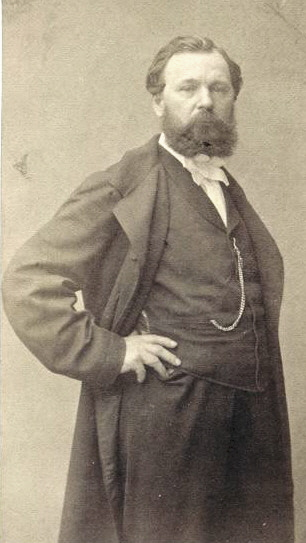
Jules Noël
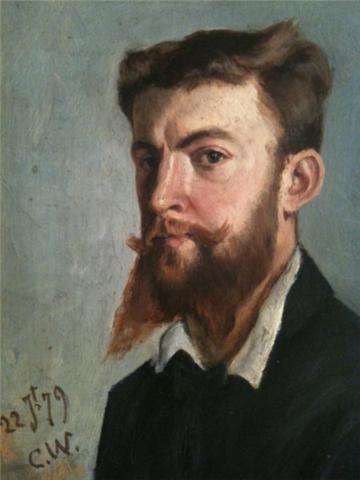
Charles Wislin, Autoportrait, 1879 (coll. particulière)
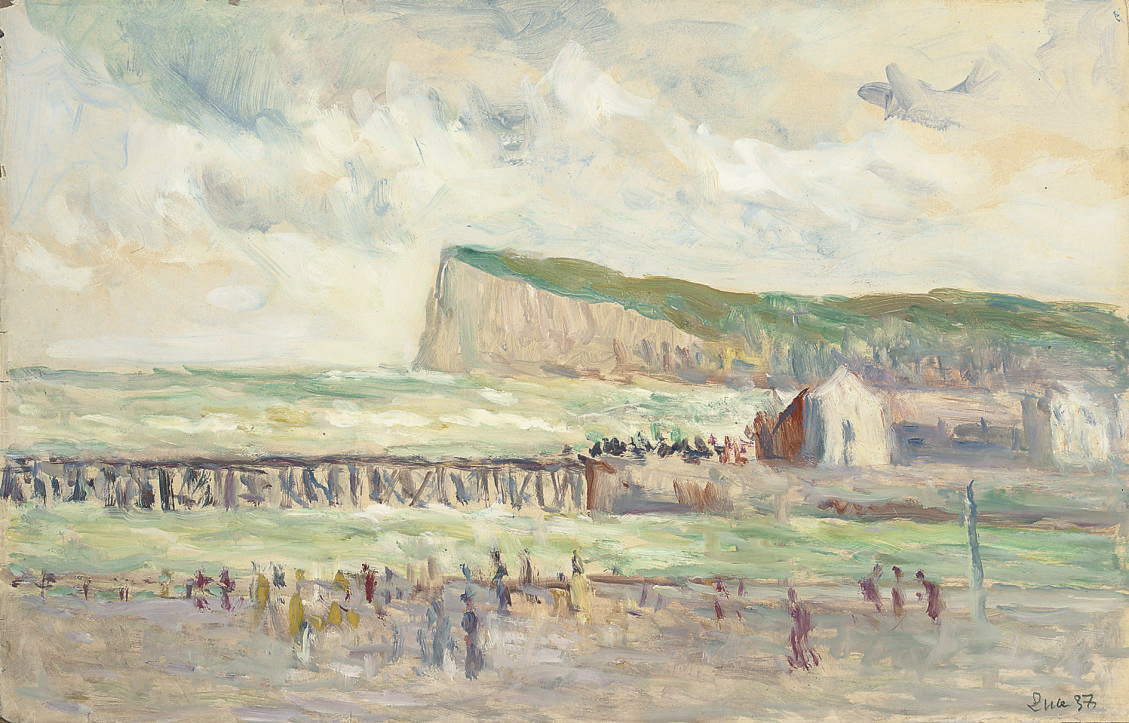
Maximilien Luce, La falaise de Mers-les-Bains, huile sur papier 27x41cm.
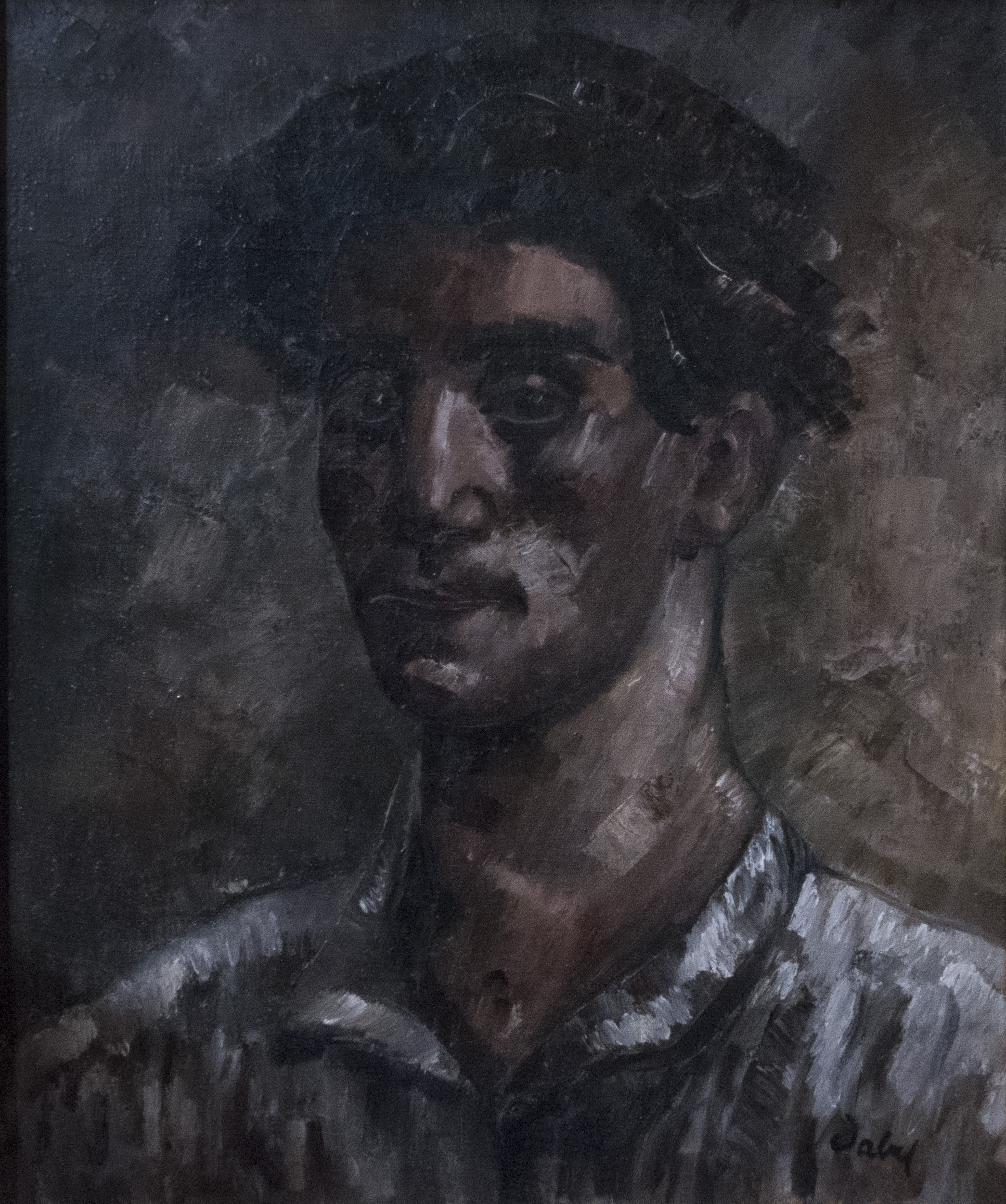
Eugène Dabit, Autoportrait, huile sur toile 55x46cm, 1926 (coll. ville de Mers-les-Bains).
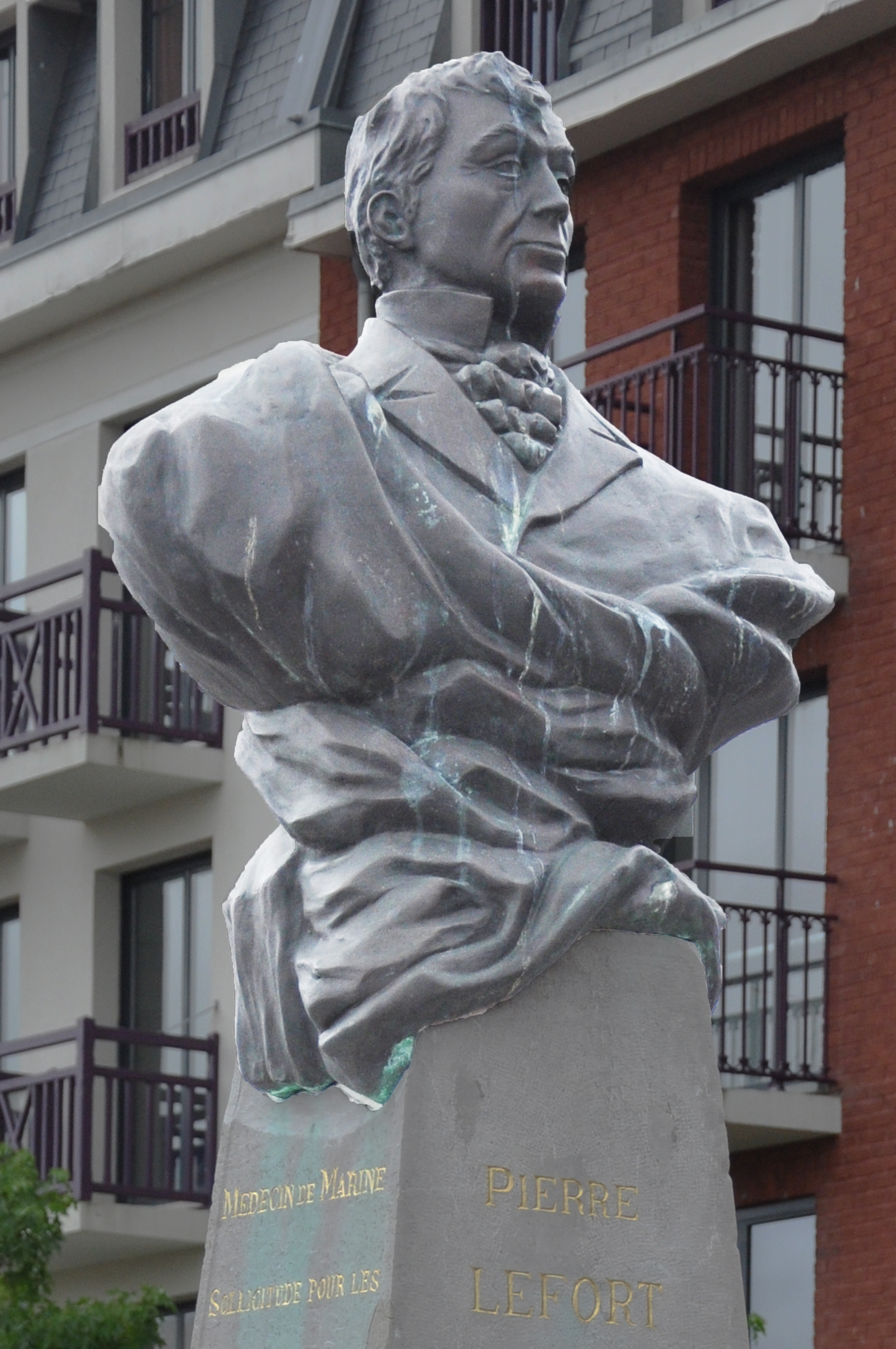
Buste de Pierre Lefort.

- Fernand Fabre (1899-1987), acteur du cinéma muet des années 1920, a partagé sa retraite entre Mers et Paris. Homme de théâtre avant tout, il côtoya toutes les stars de l'époque, de Raimu à Elvire Popesco en passant par Harry Baur ou encore Sacha et Lucien Guitry. Son premier rôle au cinéma fut celui du docteur Knock que reprendra ensuite Louis Jouvet. On pouvait le rencontrer à Mers dans les années 1980. Décédé le 19 janvier 1987, Fernand Fabre est enterré au cimetière de Mers-les-Bains. L'auteur du livre Histoire de Mers paru en 1983, Jacques Maquet, soulignait en 2013 que le comédien Lino Ventura, qui l'avait bien connu et qui devait lui-même disparaître quelques mois après, s'était rendu à Mers-les-Bains en toute discrétion pour assister à ses obsèques.

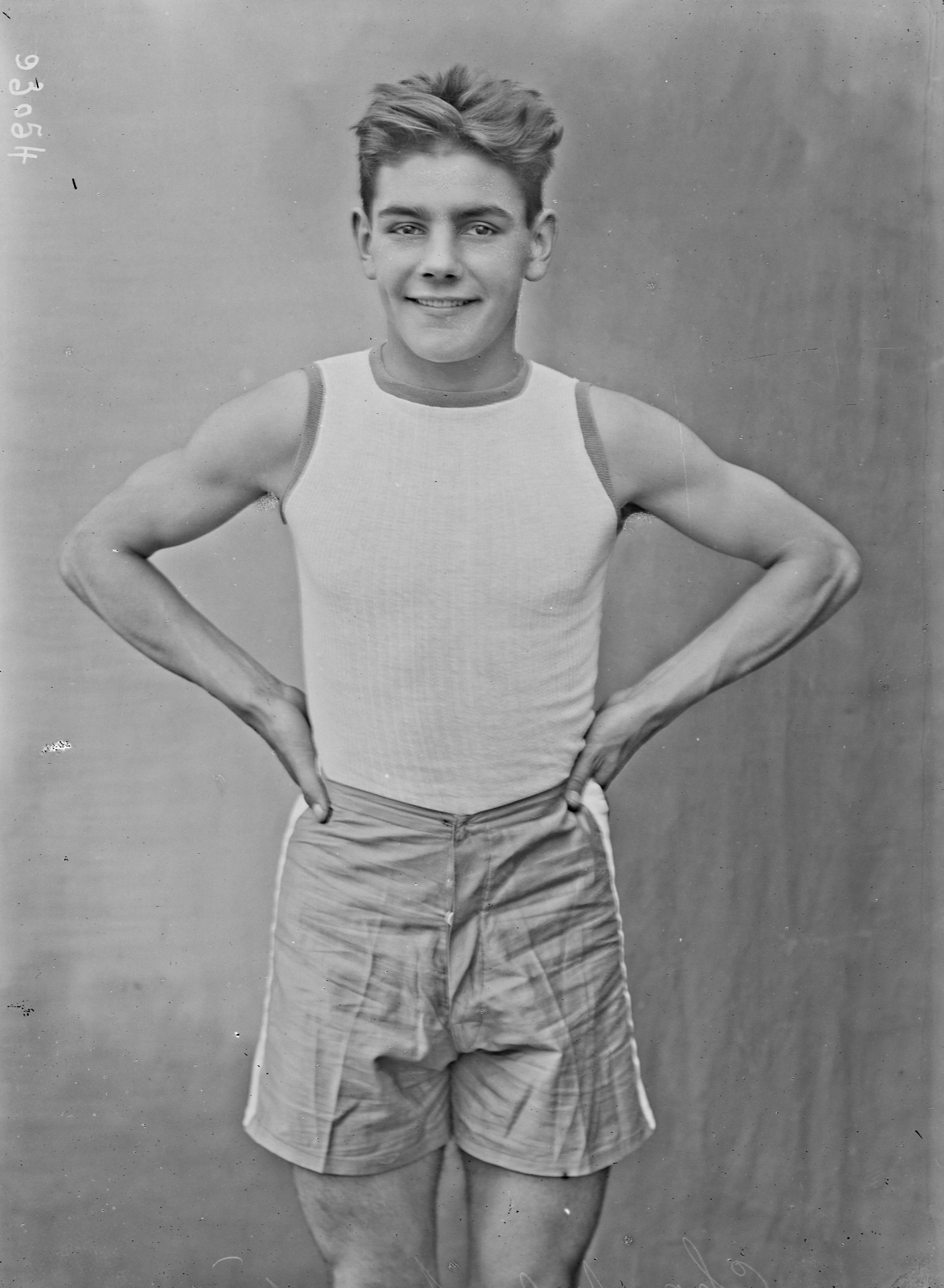
Augustin Chantrel

- Alexandre Garbell (1903-1970), artiste peintre dont la falaise et la plage de Mers-les-Bains constituèrent l'un des thèmes majeurs.
- Augustin Chantrel (1906-1956), international français de football, Mersois de naissance. Le gymnase du collège a été baptisé de son nom fin 2015.
- Geneviève Gavrel (1909-1999), artiste peintre ayant effectué des séjours estivaux à partir de 1946 et ayant peint Mers-les-Bains.
- Géo Dorival, (1879-1968), affichiste, dessinateur, graphiste et artiste peintre français qui a conçu en 1911 une affiche pour l'Union des Commerçants (édition municipale), rééditée en 1936 cette fois pour les Chemins de fer du Nord (Imprimerie Lucien SERRE & Cie). Pour l'anecdote, les deux affiches font mention de leur millésime sur la voile même et sur l'étrave du voilier qu'elles présentent au 1er plan. La ville de Mers-les-Bains possède les deux affiches d'époque.Affiche de promotion de la station balnéaire de Mers-les-Bains réalisée en 1911, rééditée en 1936, par le peintre Géo Dorival.

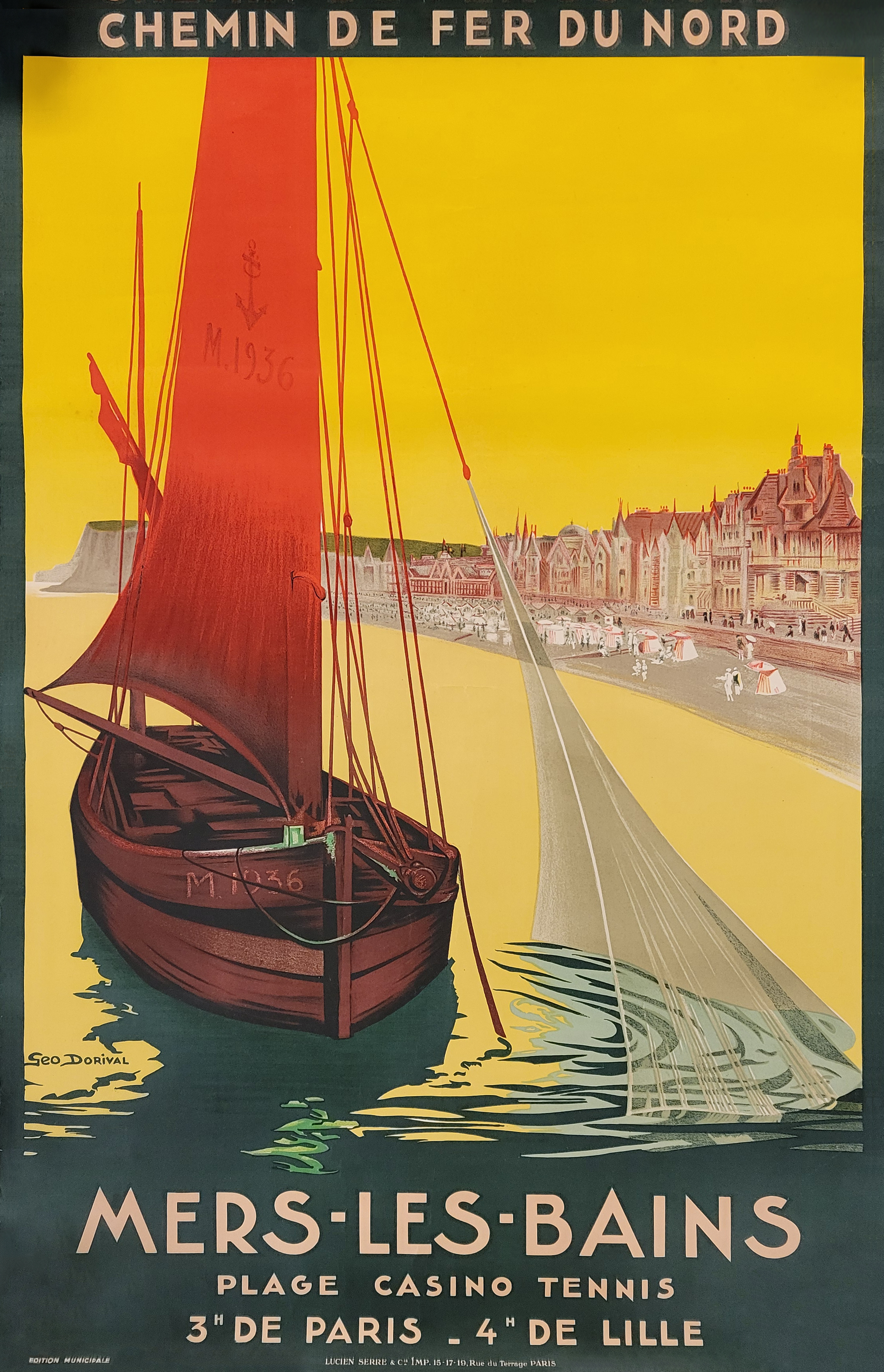
Affiche de promotion de la station balnéaire de Mers-les-Bains réalisée en 1911, rééditée en 1936, par le peintre Géo Dorival.

- Isabelle d'Orléans et Bragance (1911-2003), « comtesse de Paris », possédait un pavillon à Eu, où elle est née, à trois kilomètres de Mers. A côtoyé l'esplanade dans les années 1980 - 1990.
- Gustave Eiffel aurait séjourné quelque temps à Mers-les-Bains, mais aucune preuve concrète ne peut en attester. Il se dit localement que le génial architecte « en profita pour signer de nombreux balcons ouvragés de villas sur l'esplanade ». On prétend localement qu'il existe une « villa Eiffel » que l'architecte aurait « entièrement conçue ou décorée », mais ce fait n'a jamais pu être vérifié. Si la venue à Mers de Gustave Eiffel ne peut être démontrée, la présence de sa fille Laure, à Mers l'est. Elle était propriétaire avec son mari d'une villa au sein du quartier balnéaire (fait confirmé, en 2015, grâce aux recherches avisées d'une bénévole de l'office de tourisme). Par contre, il est établi que l'un des plus brillants collaborateurs d'Eiffel a signé un somptueux aménagement intérieur privé, un plafond à caissons, qui existe toujours (mais n'est pas visible du public).
- Bernard Lavalette (1926-2019), comédien et chansonnier parisien, régulièrement rencontré sur l'esplanade lors de ses multiples séjours et weekends avec son épouse Jeanne de Fleury-Lavalette. Ils y ont habité une villa.

### Le picard mersois

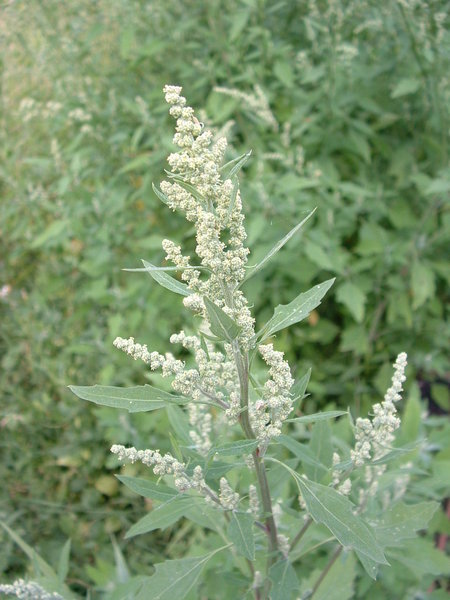
Mayeule
chénopode blanc.

Les Mersois ont un picard spécifique et l'on dit d'eux : « i rieute, i danseute pi i manjeute... ; chés mayeule d'Mérs ».
Le mayeule est une plante (en français : chénopode blanc).

### Héraldique
| Blason de Mers-les-Bains | Blason  | Écartelé : aux 1er et 4e de gueules à la bande d'or ; au 2e d'azur chargé de trois coqs d'or ; au 3e d'azur à la fasce d'or accompagnée en chef de deux roses d'argent et en pointe d'un croissant du même,. Ornements extérieursCroix de guerre 1939-1945, Devise / CriIn litore floreo (sur le littoral, je prospère (littéralement, je fleuris)) |
| Blason de Mers-les-Bains | Détails | Le blason s'inspire des armes de trois familles possessionnées à Mers : les Torcy (seigneurs de Mers), les Mython (seigneurs de Froideville) et les Lattaignant (seigneurs de Blingues, ou Blengues). Création de Jack Lebeuf adoptée en décembre 1962.                                                                                             |

## Pour approfondir